# Altmarkt (Cottbus)

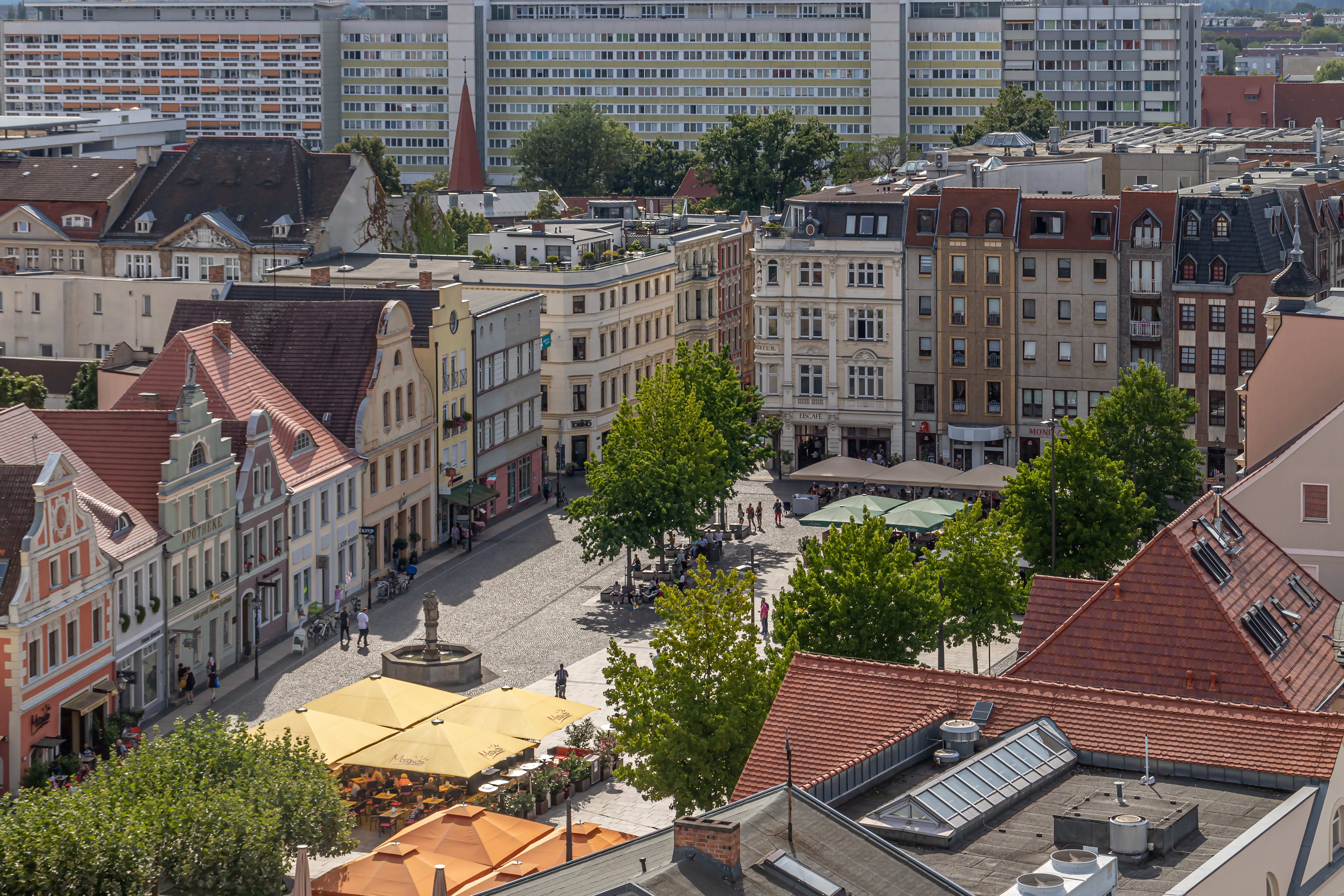
Blick von der Nikolaikirche nach Westen auf den Altmarkt (2019)

Der Altmarkt (niedersorbisch Stare wiki) ist der zentrale Platz in der Altstadt von Cottbus in Brandenburg. Er entstand im 13. Jahrhundert als Kreuzungspunkt dreier alter Handelsrouten.

## Geschichte
Die großen Stadtbrände von 1600 und der wohl größte von 1671, bei dem auch das Cottbuser Stadtarchiv völlig ausbrannte, vernichteten alle Unterlagen, die das Aussehen und die Beschaffenheit des Altmarktes im Mittelalter hätten dokumentieren können.

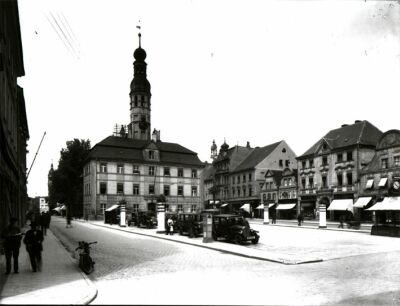
Altes Rathaus auf dem Marktplatz (Foto aus dem frühen 20. Jahrhundert)

Der Marktplatz wurde zum zentralen Verkehrs- und Handelsknotenpunkt. Aufgrund von dendrochronologischen Untersuchungen eines Teils des Altmarktes konnte man die älteste Befestigung des Marktplatzes in Form eines Knüppeldammes aus Kiefernholzstämmen auf das Jahr 1264 datieren. Andere Ausgrabungen erbrachten Hinweise darauf, dass die ersten Häuser in Fachwerkbauweise errichtet wurden. Unmittelbar an und um den Markt befanden sich seit Jahrhunderten bedeutende Cottbuser Ausspannhöfe und Handelshäuser, er wurde deshalb auch Lebensader und Mittelpunkt der Stadt. Im 14. Jahrhundert wurde das alte Rathaus in der Mitte des Platzes errichtet. Nach dem Stadtbrand von 1671, der sämtliche Gebäude am Altmarkt vernichtete, wurden diese bis 1690 wieder aufgebaut.
Der älteste bekannte Stadtplan aus dem Jahre 1724 zeigt, dass der Altmarkt zu jener Zeit eigentlich zweigeteilt war. Er bestand aus einem sehr kleinen östlichen Teil, der durch das Rathaus in westlicher Richtung begrenzt wurde, sowie dem viel größeren westlichen Teilstück mit einem Wohnhausquartier von sieben Parzellen, das sich an das Rathaus anschloss. Die Händler kamen oft von weither, um ihre Handelsgüter zu verkaufen und bezogen in einem der Hotels und Gastwirtschaften am Platze Quartier. Im Verlauf der Zeit wandelte der Altmarkt häufig sowohl sein Aussehen als auch seinen Platzraum. Es ist überliefert, dass im Jahre 1720 drei Brunnen existierten, nach 1766 Straßenbeleuchtung auf Holzpfählen aufgestellt wurde, im ausgehenden 18. Jahrhundert ein Lesepflasterbelag verlegt wurde und seit 1861 ein Kandelaber den Platz beleuchtete. Im Jahr 1893 wurden die Kanalisations- und Wasserleitungen verlegt und im Jahre 1903 die ersten Schienen der Straßenbahn auf dem Altmarkt installiert.

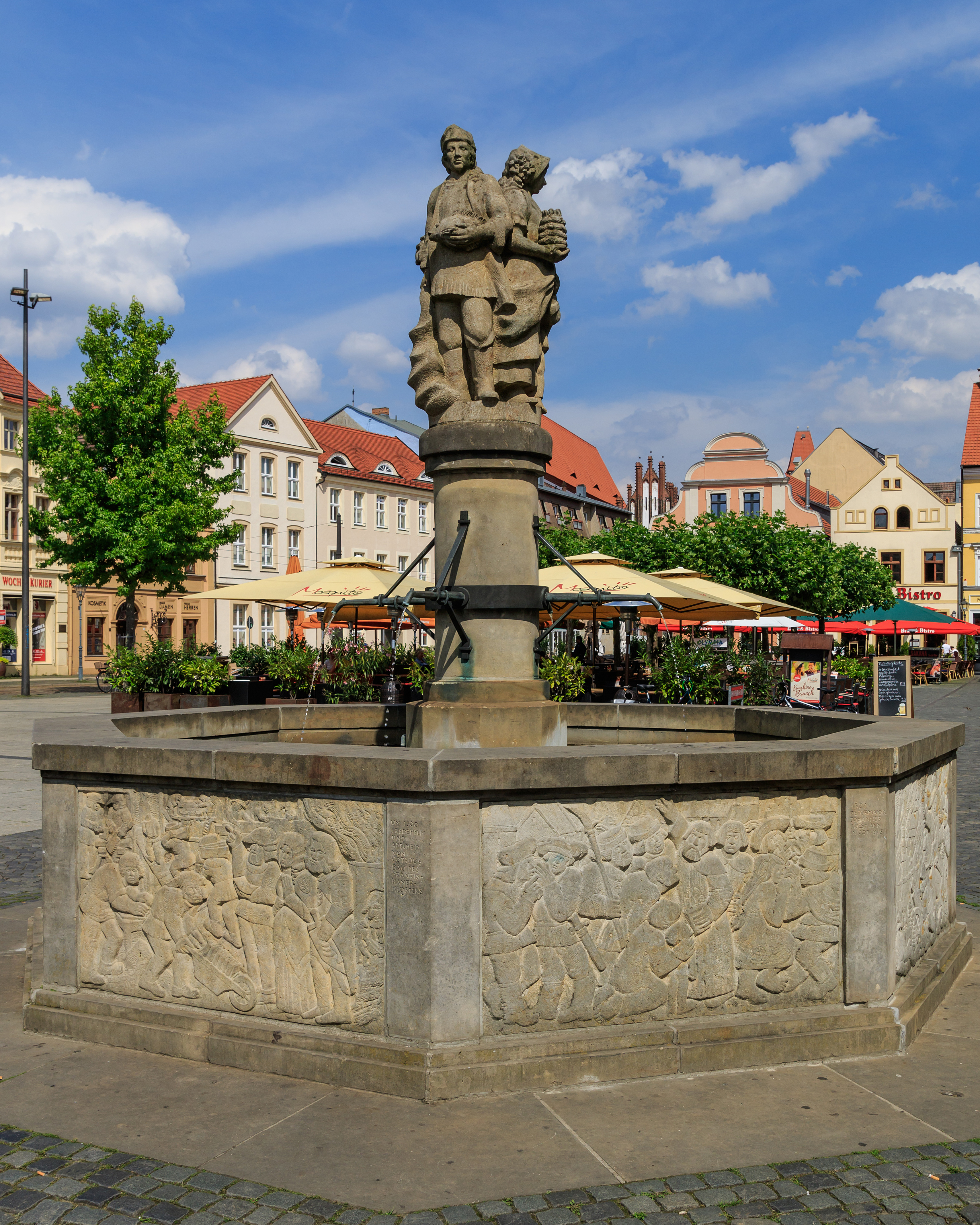
Marktbrunnen

Der Platz trug jahrhundertelang lediglich den Namen Marktplatz. Erst im Jahre 1937 nach der Errichtung des Neuen Rathauses am Neumarkt wurde er in Altmarkt umbenannt. Bis Mitte der 1970er Jahre waren die Bürgerhäuser am Altmarkt fast vollständig in ihrer ursprünglichen Bausubstanz aus dem späten 17. bis frühen 19. Jahrhundert erhalten. Die Adressen der Häuser am Altmarkt änderten sich öfter. So wurden im Laufe der Zeit Häuserquartiere abgetragen und wiederaufgebaut. Durch einige verkehrsbedingte Änderungen in den Jahren 1935 bis 1938 und in späterer Zeit veränderte sich die Ansicht des Platzes mehrfach. Das alte Rathaus wurde im April 1945 zerstört und bis 1948 abgerissen. Zwischen 1984 und 1989 wurde eine Reihe an Gebäuden entlang des Platzes rekonstruiert. An der West- und Nordwestseite entstanden mehrere Neubauten in Montagebauweise. Der heutige Marktbrunnen wurde 1990 von den Künstlern Egmar Ponndorf und Johannes Peschel geschaffen.
Die letzte größere Umgestaltung des Platzes erfolgte in den Jahren 1999 und 2000. Seit Oktober 2022 ist der Altmarkt dauerhaft für den Durchgangsverkehr gesperrt.

## Baudenkmale

### Altmarkt 10

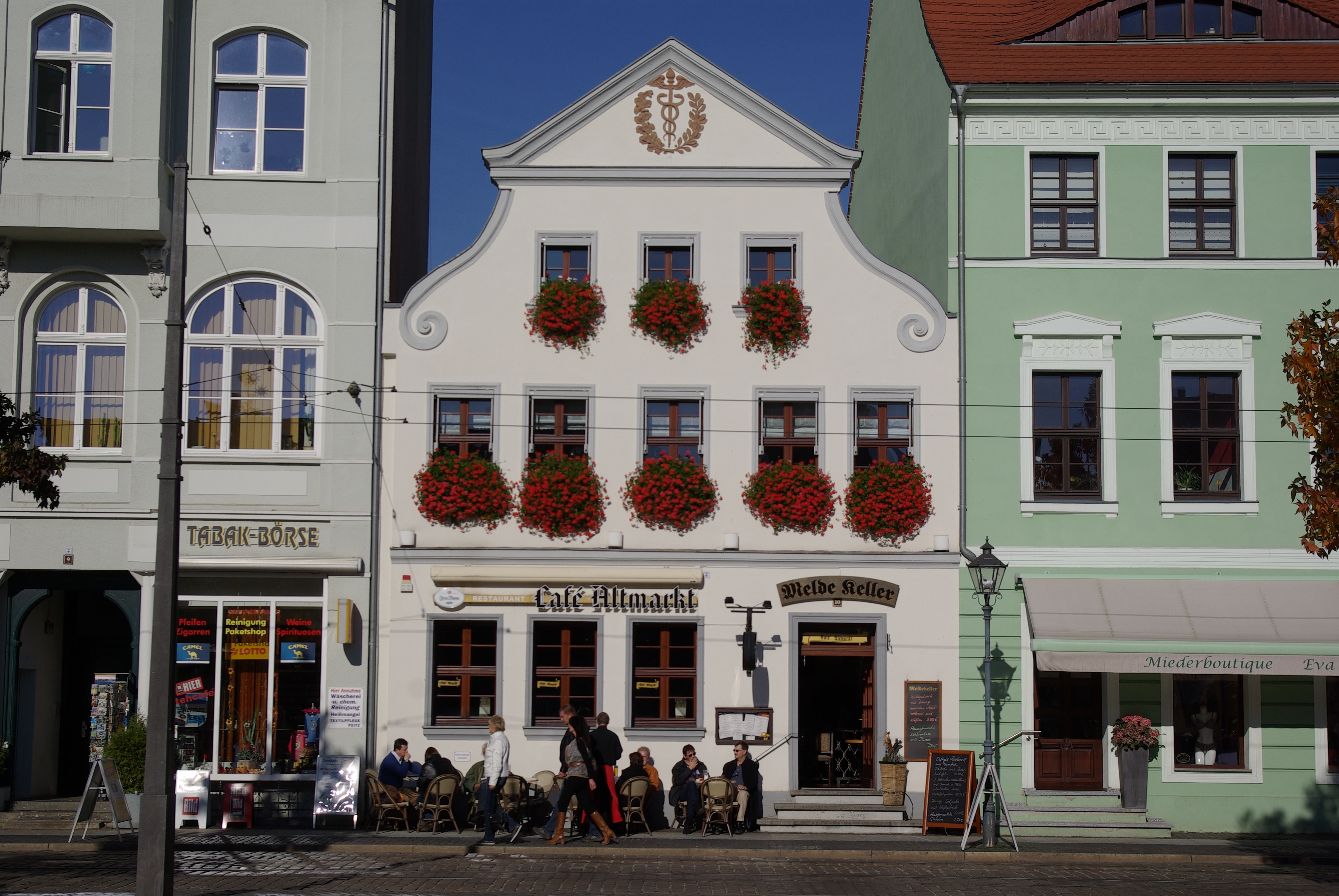
Altmarkt 10

Das Wohnhaus steht auf der nördlichen Seite des Altmarktes. Links und rechts von dem Gebäude stehen wesentlich höhere und jüngere Häuser. Das Bürgerhaus wurde 1767 wurde auf den Grundmauern eines Vorgängerhauses von Hr. Reißmann errichtet und vollendet. In den Jahren 1979 und 1980 erfolgte dann ein Ersatzneubau, bei dem die Fassade dem historischen Vorbild getreu rekonstruiert wurde. Der Eingang wurde damals von der linken zur rechten Seite verlegt und die Schaufenster wurden zurückgebaut.
Besondere Merkmale des Hauses sind hochrechteckige Fenster mit Sohlbänken und die schlichte Rahmung der Fenster mit Faschen. Darüber sind drei nahezu quadratische Fenster von Voluten umfasst, die den Schweifgiebel begrenzen. Die Schauseite ist im oberen Teil von einem dreiecksverdachten Giebelabschluss mit einer plastischen Darstellung eines von Laub umkränzten Merkurstabs mit zwei sich gegenläufig windenden Schlangen bekrönt.
In den Keller des Hauses sind die erhalten gebliebenen tonnengewölbten Kelleranlagen und spätgotischen Fragmente des Mauerwerks integriert. Das heutige Erscheinungsbild entspricht in seiner baulichen Ausführung, hinsichtlich der Ausmaße und der Giebelgestaltung, dem historischen Vorbild des barocken Vorgängerhauses. Das Fassadenbild des barocken Vorgängerbaus ist im Rahmen der Altmarktbebauung von städtebaulicher Bedeutung. Heute befindet sich im Erdgeschoss das Café Altmarkt und der Melde Keller.

### Altmarkt 11

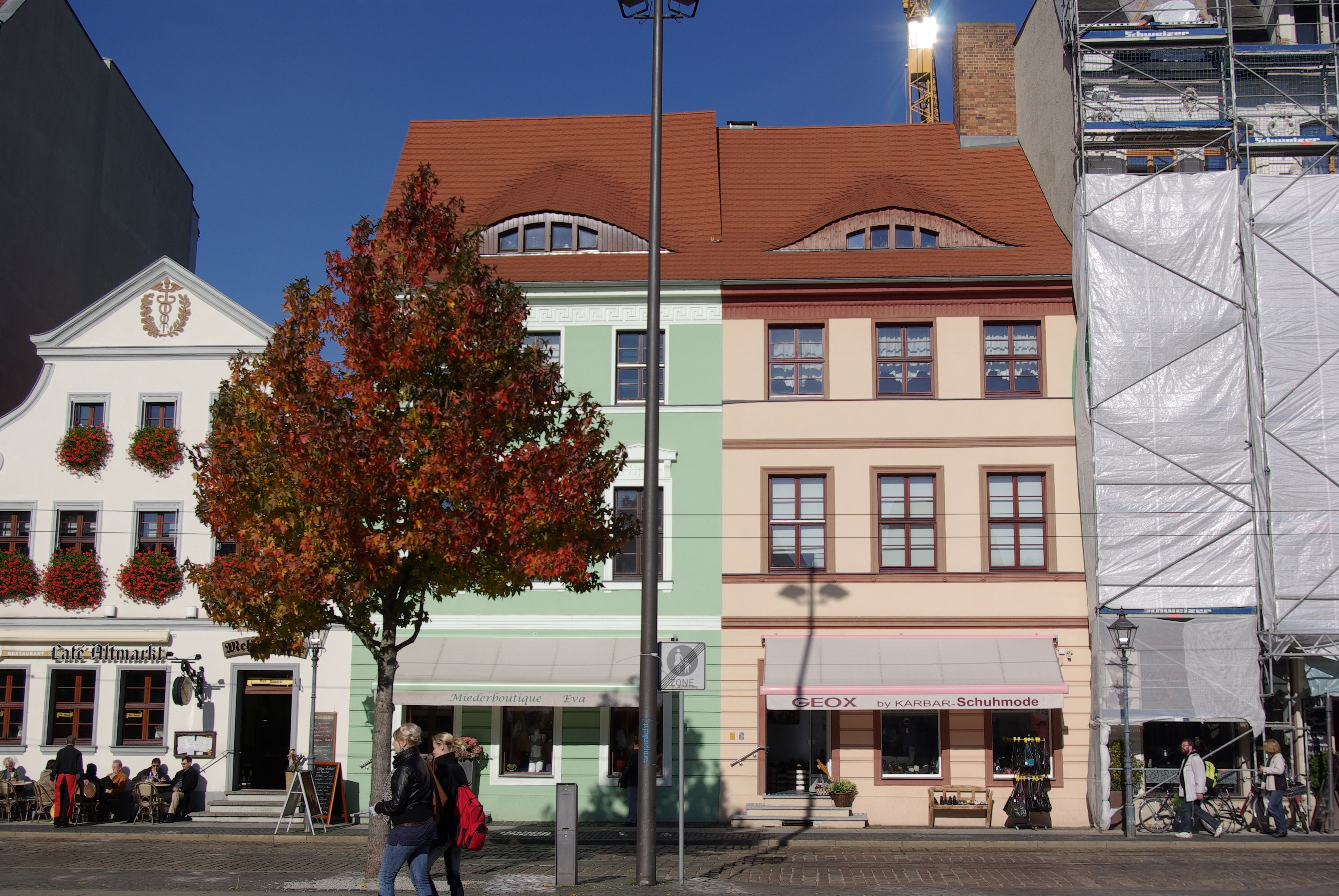
Altmarkt 11 und 12

Der heute als Wohn- und Geschäftshaus genutzte traufständige und drei Achsen breite Putzbau wurde um 1800 nach einem Entwurf des Baumeisters A. F. Mund erbaut. Er hat ein hohes Satteldach mit großer Fledermausgaube. Durch den Verzicht auf scharfe Kanten und senkrechte Flächen fügt sich diese in das Dach ein. Weitere Merkmale sind die Gesimsgliederung der Stockwerke sowie Dreiecksverdachungen über dem Schmuckfries der Fenster im Obergeschoss. Auffällig ist außerdem der Mäanderfries der obersten Etage, der zum Traufgesims überleitet.
Der Gewölbekeller, dessen Wände mit Feldsteinen gemauert sind, wurde ursprünglich wahrscheinlich als Verkaufsraum genutzt. Er wird von Mittelpfeilern getragen, die als verputztes Stichkappengewölbe konzipiert wurden. Das Backsteinmauerwerk als Grundstütze bleibt somit sichtbar. In den Jahren 1978 bis 1982 wurde das Haus umfassend instand gesetzt und saniert. Nur die tragenden Wände, die klassizistische Fassade sowie der Keller blieben erhalten. Die typisch bauzeitliche Innenstruktur, wie Decken und Tonnengewölbe, wurden komplett entfernt. Heute teilt sich das Gebäude ein gemeinsames Treppenhaus mit dem angrenzenden Haus Altmarkt 12.

### Altmarkt 12
Das Grundstück wurde 1793 von K. W. Röstel erworben, der 1795 das Wohnhaus errichten ließ. Da der Keller nur flach eingewölbt ist, kann davon ausgegangen werden, dass das Haus nur zu diesen Wohnzwecken genutzt wurde. Es handelt sich um ein dreigeschossiges, traufständiges Haus mit Satteldach und Fledermausgaube. Von der Größe, dem Architekturstil und der Aufgliederung ist es dem Haus Altmarkt 11, mit dem es ein gemeinsames Treppenhaus teilt, sehr ähnlich. Die zur damaligen Zeit sehr beliebten Gestaltungselemente wie Ornamentfriese mit antiken Motiven, Gesimsbänder und Putzfaschen im Fensterbereich finden sich auch hier wieder. Dieses Objekt wurde ebenfalls 1980, bis auf die Grundmauern und Decken, umfassend saniert und instand gesetzt.

### Altmarkt 13

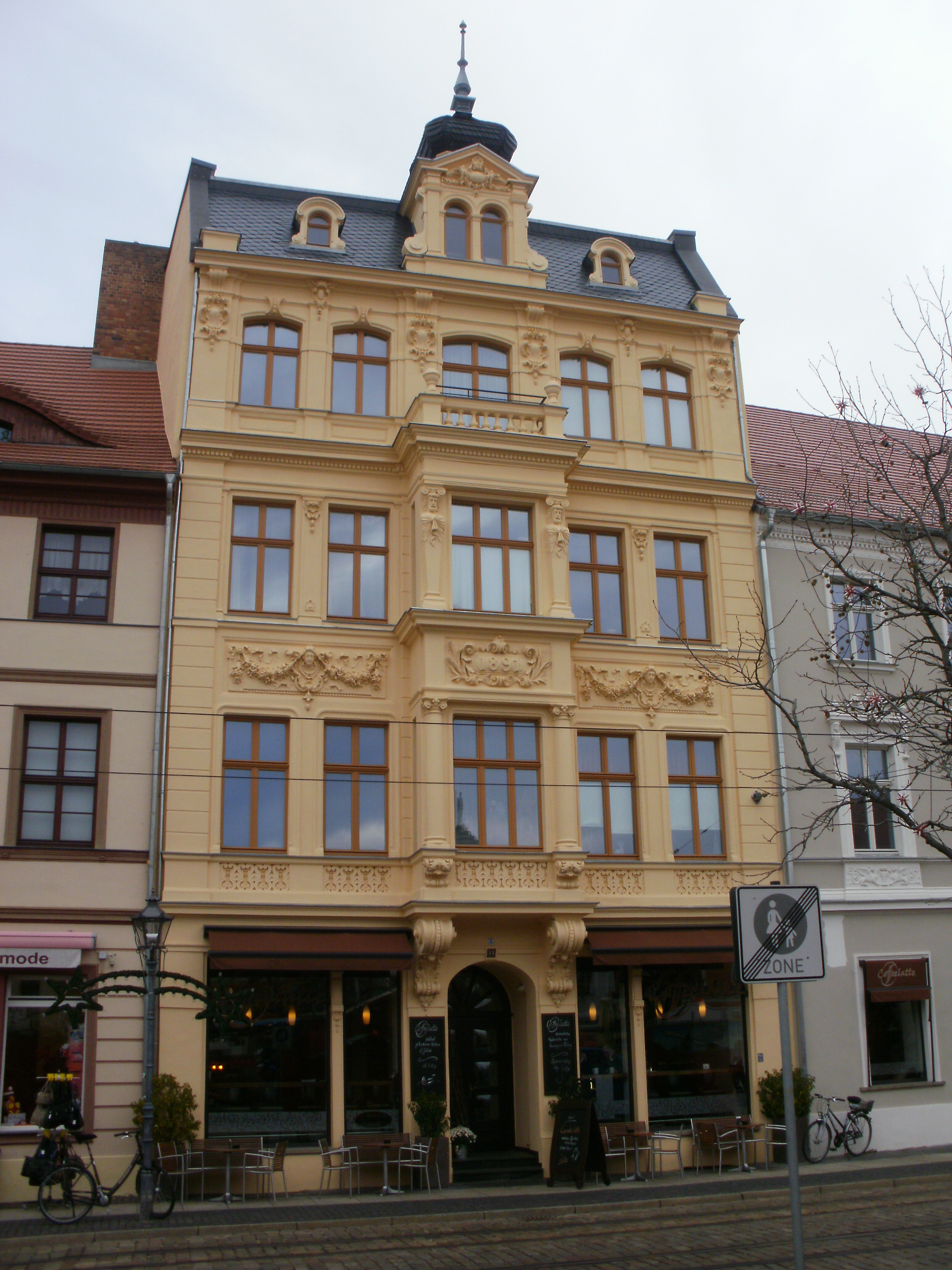
Altmarkt 13

Der Cottbuser Kaufmann Hermann Liersch gab dieses Wohn- und Geschäftshaus in Auftrag, die Baufirma Broeßke erbaute es 1891. Das Gebäude ist ein markanter Vertreter der bürgerlichen Mietshausarchitektur um die Jahrhundertwende. Der fünfachsige Putzbau mit dem Berliner Dach verfügt über eine sehr aufwendigen Fassadengestaltung. Die verschiedensten neubarocken Schmuckelemente unterstreichen die horizontale und vertikale Gliederung des Gebäudes.
Das gesamte Erdgeschoss wird von dem großen Ladengeschäft ausgefüllt. Die beiden Hauptgeschosse werden durch die architektonische Gestaltung, den Erker und große Rechteckfenster besonders betont. Über dem Obergeschoss mit den kleineren Rundbogenfenstern und dem Balkon schließt sich das Dachgeschoss an. Zwei große Schaufenster und eine mittig hervorgehobene Eingangstür füllen die gesamte Breite im Erdgeschoss aus. Über der Eingangsachse, auf zwei großen Volutenkonsolen, schließt der zweigeschossige Erker an, der als vorgebauter Mittelrisalit das Gebäude senkrecht aufteilt. Das Erdgeschoss wird durch ein breites Putzgesims von den beiden Hauptgeschossen getrennt. Die beiden Hauptgeschosse weisen die markanteste Fassadengestaltung auf. Seitliche Kolossalpilaster rahmen den Mittelteil ein, die dreigeteilten Erkerfenster werden im ersten Hauptgeschoss von Dreiviertelsäulen und im oberen Hauptgeschoss von Hermenpilastern abgeschlossen. Zwischen beiden Hauptgeschossen ist ein breiter Putzspiegel mit Festons und Büsten eingebracht, der im Erkerbereich von einer blattgerahmten Kartusche mit Erbauungsdatum unterbrochen wird.

### Altmarkt 13a

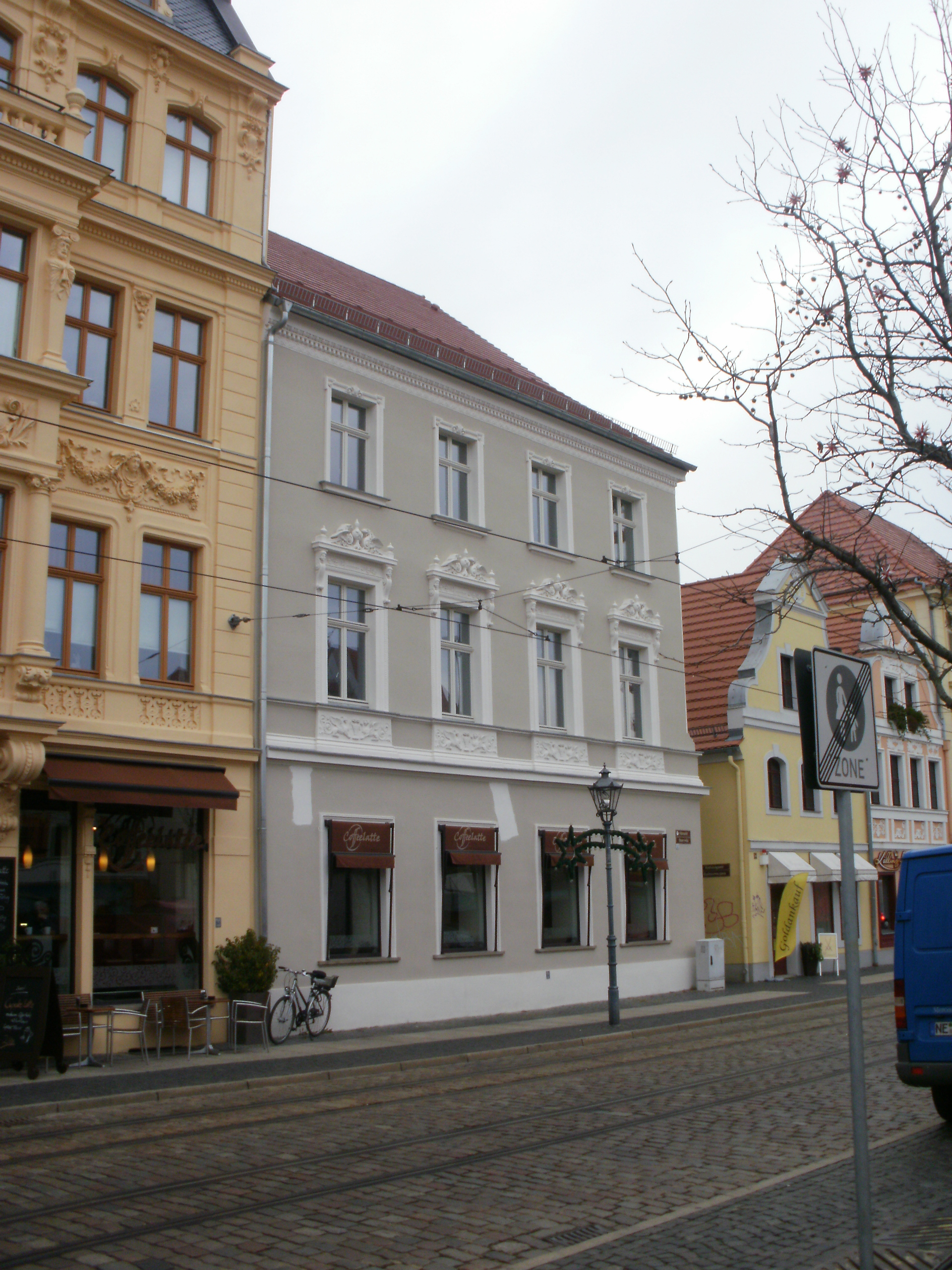
Altmark 13a

Dieses Haus befindet sich auf der nördlichen Seite des Altmarktes und ist traufständig zur Marktseite ausgerichtet. Es ist als Eckhaus zur Rathausgasse in das Häuserensemble eingefügt und verfügt über vier Gebäudeachsen in drei Geschossen. Als Erbauungsjahr gilt das Jahr 1822 und als Bauherr der Bäckermeister Carl Friedrich Druschke, der seit 1793 auch Eigentümer des Grundstücks war. Im Jahre 1976 erfolgte der ersatzlose Abriss aller in ihrer Bausubstanz maroden Nebengebäude.
Das Erdgeschoss verfügt nur im schmucklosen vierachsigen rückwärtigen Bereich über eine Eingangstür. Die Fensterzeile in der Vorderseite des Erdgeschosses wurde nach Rückbau der Ladeneinbauten im Zuge der Altmarktsanierung um 1980, durch vier einfache, schmucklose, hochrechteckige Fenster ersetzt. In allen drei Geschossebenen wurden hochrechteckige Fenster verbaut. Ein durchgehendes, profiliertes Gurtgesims verläuft über die gesamte Hausbreite und trennt das Erdgeschoss optisch vom ersten Obergeschoss. Unter der Fensterzeile des Obergeschosses verläuft ein ebenfalls durchgehendes Sohlbankgesims. Der Raum dazwischen wurde durch Putzspiegel mit Fabelwesen in der jeweiligen Fensterbreite verziert. Über der Fensterverdachung auf Konsolen im ersten Obergeschoss wurden ebenfalls Stuckverzierungen mit dargestellten Fabelwesen angebracht.
Die Fenster im zweiten Obergeschoss wurden weniger aufwendig verziert, sind jedoch mit ihren geohrten und profilierten Fensterfaschen sowie einer schlusssteinähnlichen Verzierung nicht schmucklos ausgestattet. Das Traufgesims wurde mit einem dreifachen Fries optisch aufgewertet. Die zur Rathausgasse zugängliche Giebelseite weist neun unregelmäßig angeordnete Gebäudeachsen auf und in der Giebelspitze ein rundbogiges Fenster. Der tiefe Eckbau zur Kirchgasse hin wurde mit einem Satteldach versehen. Der komplett erhaltene Dachstuhl im unteren Bereich stammt noch aus der Erbauungszeit. Die drei Kellergewölbe gehen auf unterschiedliche Bauzeiten zurück und zeigen mit Tonnen- und Stichkappengewölben mindestens zwei Bauphasen an. Es ist ein im Kern erhaltenes Bürgerhaus in spätklassizistischem Baustil mit weitgehend erhaltenem reichem Fassadendekor und in seiner besonderen Ecklage von städtebaulicher Bedeutung.
Das Gebäude wurde bereits 1544 in den Cottbuser Adressbüchern erwähnt. Im Jahre 1720 erbte Johann Friedrich Beuch dieses Haus von seinem Vater, er wirkte später als Arzt in Cottbus. Ferner verfasste er ein Urbarium der Stadt Cottbus. Heute ist eine Straße im Stadtteil Schmellwitz nach ihm benannt. Um 1860 war das Haus Wohnsitz der Familie von Hindenburg, den unmittelbaren Vorfahren des späteren Generalfeldmarschalls und späteren Reichspräsidenten Paul von Hindenburg. Der Vater war in jener Zeit Hauptmann des 18. Preußischen Infanterieregiments, das damals in Cottbus stationiert war. Das Haus wurde über die Jahrhunderte auch mehrfach als Gewerbeniederlassung genutzt. So hatten hier Bäcker, Bierbrauer, Steinguthändler, Kosmetik- und Schönheitssalons, eine Wasch- und Plättanstalt sowie eine Waffenhandlung ihre eigenen Verkaufs- und Geschäftsräume, wie aus Adressbüchern und Geschäftsreklamen hervorgeht.

### Altmarkt 14

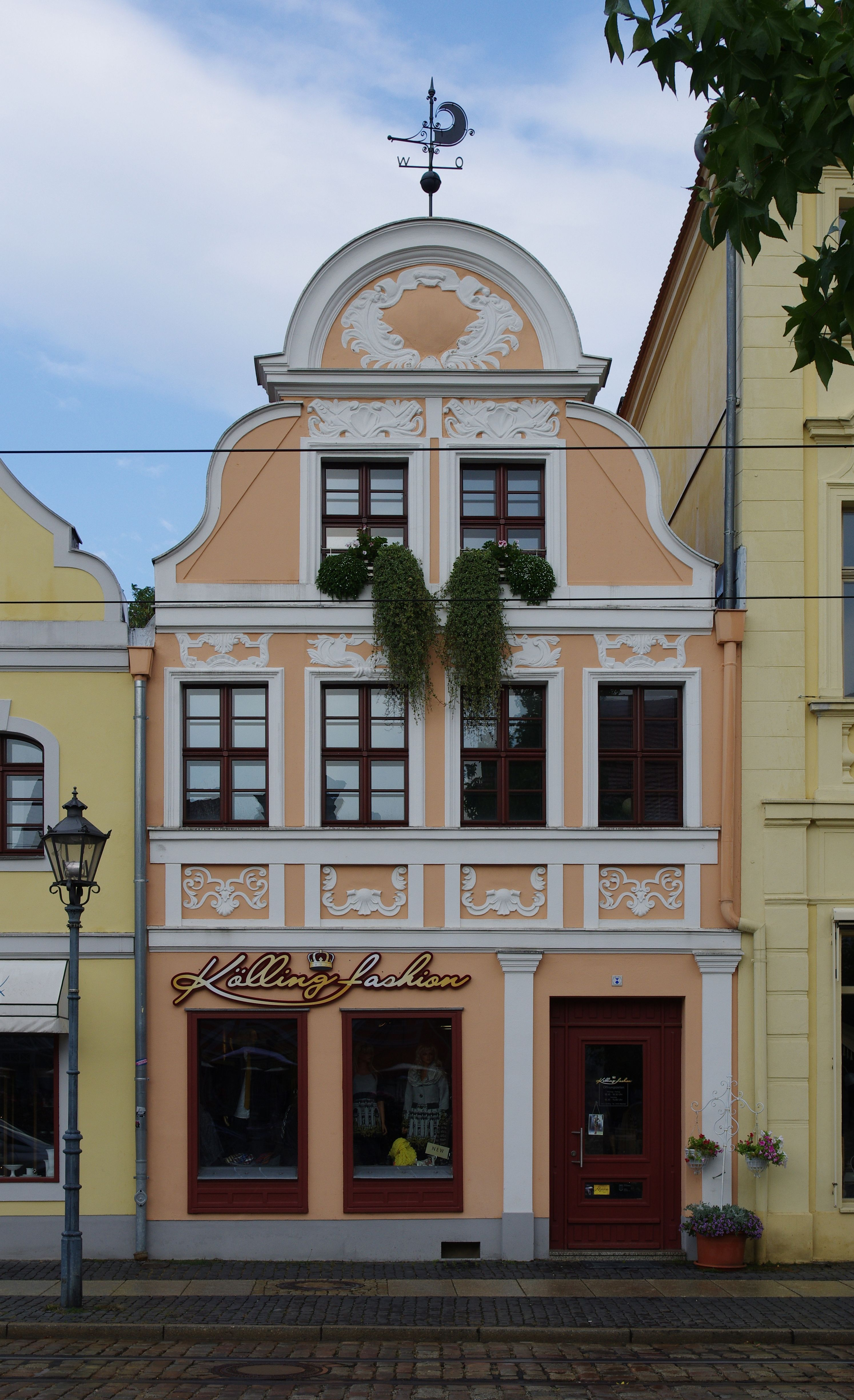
Altmarkt 14

Es handelt sich hier um einen Kopiebau in der nördlichen Seite des Altmarktes auf ehemals zwei kleinen Grundstücken. Hier standen bis zu ihrem Abriss im Jahre 1980 das kleine Bürgerhaus mit der Nummer Altmarkt 14 von 1693 wie der Inschrift auf der historischen Wetterfahne zu entnehmen ist und das ebenso kleine Bürgerhaus der ehemaligen Rathausgasse 8, erbaut im frühen 18. Jahrhundert. Der Abriss der beiden barocken Giebelbauten im Jahre 1980 erfolgte aufgrund des sehr maroden Zustands der vorhandenen Bausubstanz. Auch wurden sämtliche Nebengebäude bei dieser Maßnahme vollständig entfernt. In der Zeit bis 1985 erfolgte der Neubau unter Zusammenlegung der beiden Grundstücke. Um das historisch gewachsene Stadtbild zu bewahren, wurde die Optik der zum Altmarkt ausgerichteten Schweifgiebel unter der gemeinsamen Hausnummer 14 beibehalten.
Das Gebäude wurde als zweigeschossiger Putzbau mit rechteckigem Grundriss errichtet. Es ist massiv gebaut, glatt verputzt und verfügt je Haus über ein Satteldach. Die Länge beider ehemaligen Kaufmannshäuser beträgt 23 Meter, während die Breite mit je knapp 6 Meter als schmal zu bezeichnen ist. Das ehemalige Haus Marktplatz 14 ist giebelständig zum Altmarkt ausgerichtet und verfügt über vier Achsen in zwei Geschossen. Im Erdgeschoss befindet sich ein Ladeneinbau. Die Tür auf der rechten Seite wurde mit Pilastern gerahmt. Die Geschosse wurden durch Gesimse unterteilt und die Fenster durch Sturz- und Brüstungsfelder akzentuiert. Der Schweifgiebel wurde mit einem halbrunden Abschluss gekrönt, der darüber hinaus mit Band- und Blattwerk sowie einer Kartusche verziert wurde. Auch die Wetterfahne wurde wieder an ihrem angestammten alten Platz aufgepflanzt. Die linke Haushälfte wurde nach dem barocken Vorbild mit drei Gebäudeachsen ausgebildet, verfügt über zwei Geschosse und ein ausgebautes Dachgeschoss. Der ebenfalls geschweifte Giebel mündet in einem Giebeldreieck mit einer Kartusche als Schmuckelement.
Die Giebelfenster wurden rechteckig mit bandartiger Rahmung und Schlussstein ausgeführt. Darunter sind drei Stichbogenfenster angeordnet, die ebenfalls mit einem Schlussstein verziert wurden. Zwischen Erdgeschoss und Obergeschoss, sowie zwischen Obergeschoss und Dachgeschoss, verläuft je ein Gesims. Das Erdgeschoss verfügt über einen Ladeneinbau mit Türeingang in der linken Gebäudeachse. Erhalten wurden die aus dem Spätmittelalter stammenden Tonnengewölbe unter den Hausaufbauten.
Das heutige Haus am Altmarkt 14 besteht aus zwei ehemals eigenständigen Gebäuden. Auf die Erbauungszeit der Nr. 14 weist eine Wetterfahne mit historischen Abbildungen und der Jahreszahl 1693 hin. Weiterhin sind die Initialen PF zu sehen, die für die Familie Feige stehen, die über Generationen von 1720 an bis zum Jahr 1897 im Besitz dieses Hauses waren. Die letzte hier ansässige Angehörige der Familie war Auguste Löber (geb. Feige), die nach ihrem Ableben den gesamten privaten Nachlass zur Gründung einer sozialen Stiftung bestimmte. Diese Stiftung wurde unter dem Namen Auguste-Stiftung bekannt. Seitdem verwaltet die Stadtgemeinde Cottbus dieses Grundstück für diese Stiftung.
Gewerbetreibende gab es im Laufe der Jahrhunderte viele in diesem Haus. So ist aus Häuser- und Adressbüchern bekannt, dass hier Bierbrauer, Trödler, Weißgerber, Tabakspinner und Kaufleute ihren Geschäften nachgingen. Das heutige Haus am Altmarkt 14 ist ein Kopiebau der vormals eigenständigen Häuser der Rathausgasse Nr. 8 und dem Altmarkt Nr. 14.

### Altmarkt 15

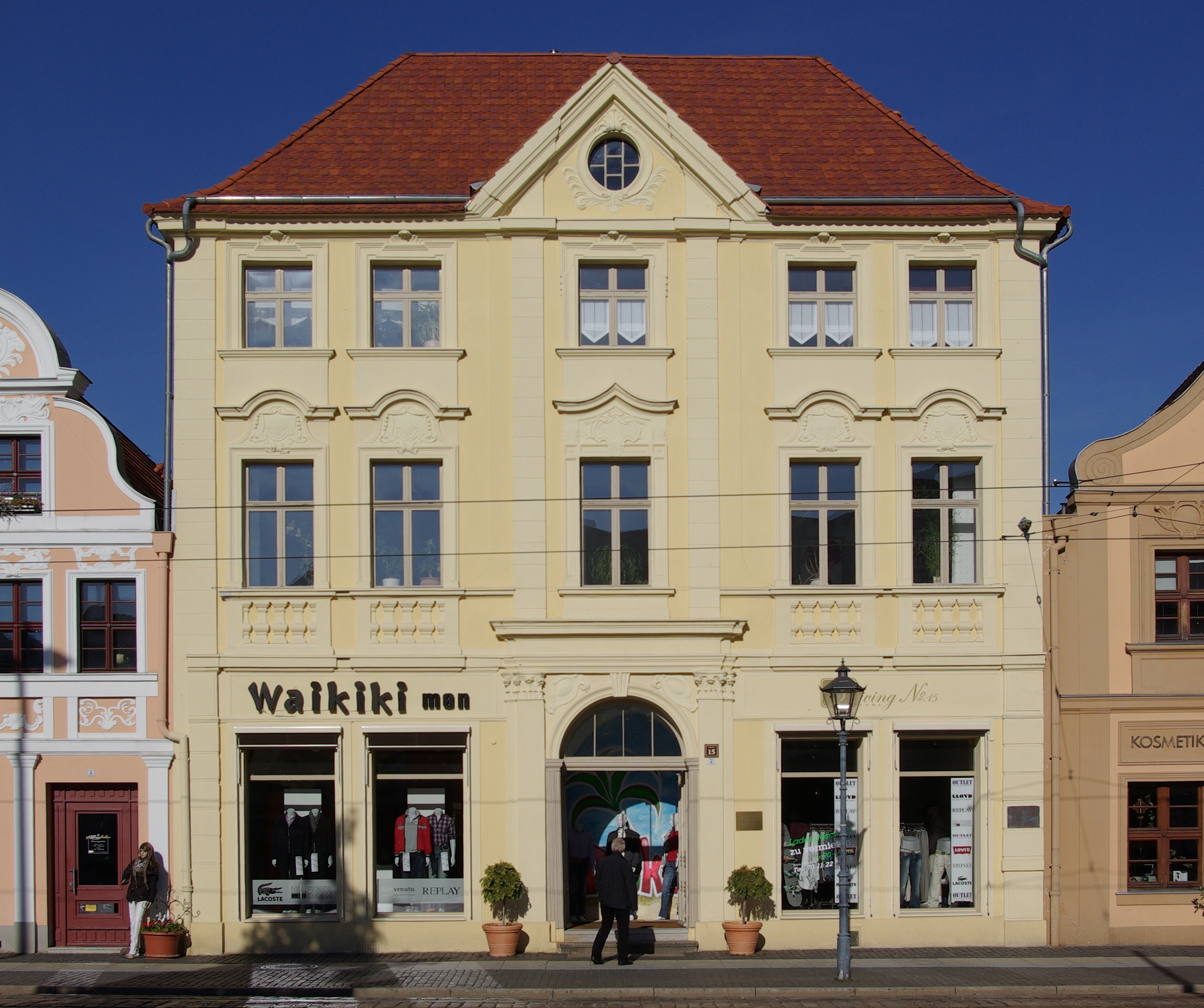
Altmarkt 15

Dieses Wohnhaus entstand nachweislich in mehreren Bauphasen und wurde auf einstmals zwei kleineren getrennten Grundstücken errichtet. Es wurde traufständig in die nördliche Häuserzeile des Altmarktes integriert. Zur Linken und Rechten wird es von zweigeschossigen, giebelständigen Bürgerhäusern flankiert. Der Grundriss des Gebäudes ist rechteckig und umschließt einen kleinen Innenhof. Es ist mit einem Vollwalmdach eingedeckt worden und somit eines der wenigen Häuser am Cottbuser Altmarkt, die über eine solche Dachkonstruktion verfügen. In der Gebäudehöhe erstreckt es sich über insgesamt drei Geschosse und ist in fünf Gebäudeachsen untergliedert. Die Mitte des Hauses ist über die gesamte zentrale Achse mit Kolossalpilastern optisch hervorgehoben und durch einen dreieckigen Giebelaufsatz mit großem Ovalfenster akzentuiert. Ebenfalls in der Mittelachse ist das von Gebälk überfangene und mit Doppelpilastern gerahmte Eingangsportal angeordnet. Die Fenster des zweiten Obergeschosses wurden nahezu quadratisch ausgeführt und durch Ausgestaltung von profilierten Rahmungen und Schmuckelementen oberhalb der Fensterfaschen aufgewertet. Im ersten Obergeschoss wurden die hier wieder größeren hochrechteckigen Fenster achsenweise durch bogenförmige Fensterüberdachungen sowie mit diversen Muschel-, Baluster- und Kartuschendekoren optisch hervorgehoben. Im Erdgeschoss kamen an den Hauskanten Putznutungen als Bauschmuck zur Anwendung.
Im Mittelteil des Hauses wurde eine Kaminanlage gefunden, die die ehemalige Lage der mittelalterlichen Schwarzen Küche nachvollziehbar macht. Vor allem der linke Teil des Erdgeschosses ist auf Grund seiner Kreuzgratgewölbe aus dem frühen 18. Jahrhundert von besonderer baulicher Bedeutung. Darunter wurde im Jahr 1998 bei Sanierungsarbeiten eine profilierte Balkendecke freigelegt, die offenbar um das Jahr 1680 entstanden ist. Im rückwärtigen Hausbereich sind noch Teile einer barocken Treppenanlage erhalten. Die sehr große Kelleranlage setzt sich, wie auch das Gebäude selbst, aus Teilen unterschiedlicher Bauzeiten zusammen und ist zum Teil spätmittelalterlichen Ursprungs.
Erwähnt wurde es bereits im Jahre 1488 als Kowhelsches Haus und Geburtshaus des Reformators Johannes Briesmann, der nach seiner Vertreibung aus Cottbus im Jahre 1522 in Königsberg die Reformation einführte. Hier lehrte er, bis er am 1. Dezember 1549 an der Pest verstarb, die zu dieser Zeit ihren Höhepunkt erreichte. Beim großen Stadtbrand im Jahr 1671 wurde es stark beschädigt, und man verbaute danach beim Wiederaufbau aus Kostengründen Teile des spätmittelalterlichen Mauerwerks der beiden kleineren Vorgängerbauten im Vorderhaus erneut. Bei der Zusammenlegung der beiden Grundstücke veränderte sich auch die Braugerechtigkeit. Die Anzahl der Biere änderte sich auf die für ein Einzelgrundstück erlaubte Obergrenze.
Ferner war dieses Gebäude auch das Geburtshaus des Cottbuser Dichters Immanuel Jacob Pyra (1715–1744), bekannt geworden durch die Mitbegründung des Halleschen Dichterkreises und sein wohl bedeutendstes Werk Tempel der wahren Dichtkunst im Jahre 1737. Es ist bekannt, dass hier im Jahre 1885 Dr. Carl Thiem Sprechstunden abhielt, der in späterer Zeit als Unfallchirurgie-Professor Medizingeschichte schrieb. Er begründete später die Vereinigte Städtische und Thiemsche Heilanstalt in Cottbus. Das Haus ist von großer historischer Bedeutung, da hier die Bausubstanz nachweislich aus mehreren Jahrhunderten stammt und mit seiner Fassadengliederung architektonisch wertvoll ist. Um das Jahr 1793 erfolgte ein Umbau in eine klassizistische Form.

### Altmarkt 16

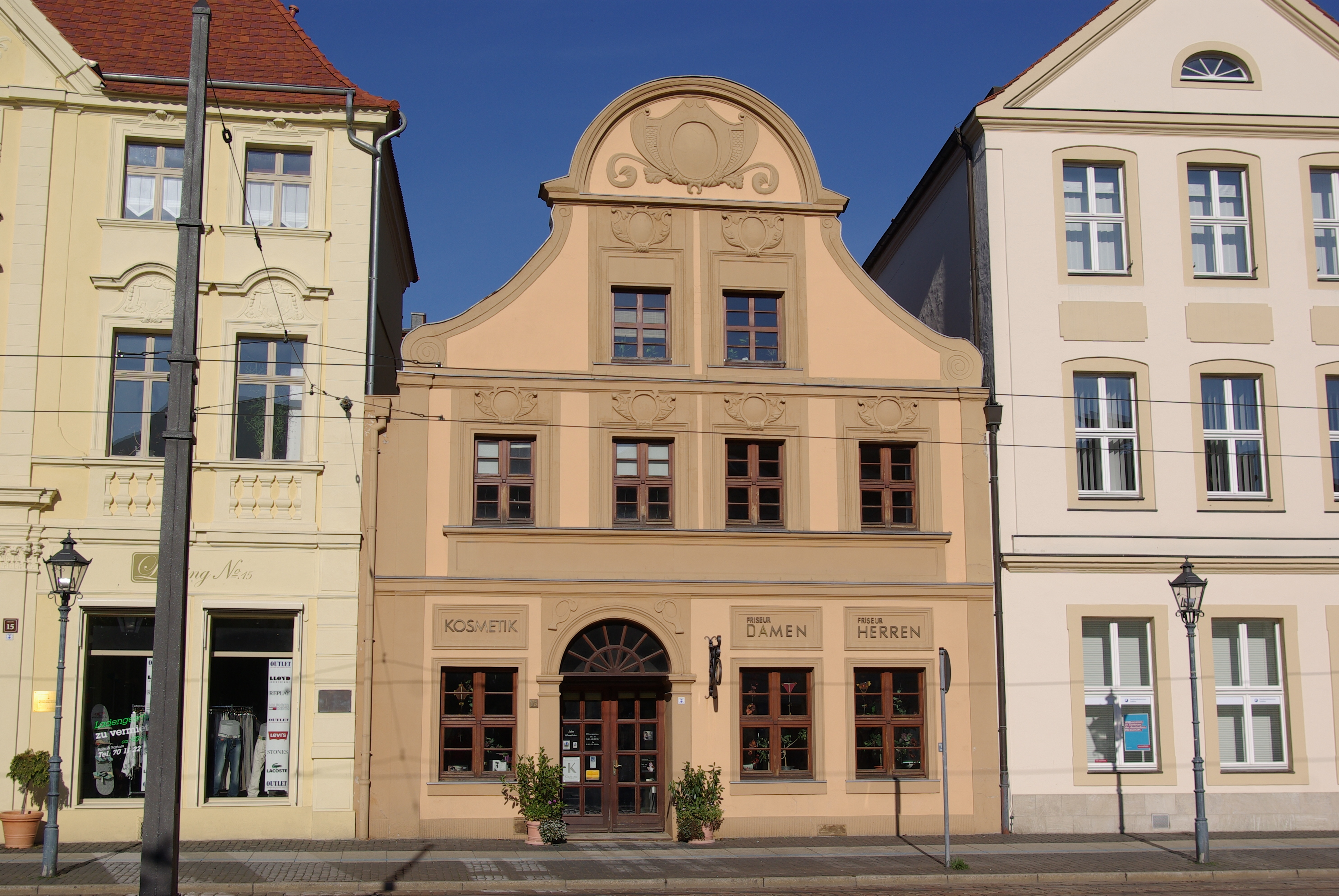
Altmarkt 16

Das Gebäude ist ein Ersatzneubau nach dem Vorbild eines aus dem Jahr 1685 stammenden barocken Bürgerhauses. Im Rahmen der Altmarktsanierung im Jahre 1984 wurde das Haus abgerissen und unter Erhaltung der Fassade neu aufgebaut. Zwei quer zum Altmarkt ausgerichtete spätmittelalterliche Kellergewölbe blieben in ihrer historischen Bausubstanz ebenfalls erhalten. Sie ruhen auf Felssteinsockeln und setzen sich von dort mit Backsteinen in Klosterformat zu Tonnengewölben zusammen. Im östlichen Gewölbe ist bis heute eine ehemalige Türöffnung zu Lager- und Handelszwecken zum Markt hin erkennbar.
Das Gebäude verfügt insgesamt über vier Achsen. In die zweite Achse von links wurde ein großes Rundbogenportal mit Pilasterrahmung angeordnet. Oberhalb der Fenster beidseitig des Eingangsportals wurde zu Werbezwecken je ein Putzspiegel angebracht. Direkt darüber verläuft ein durchgehendes Traufgesims. Die vier gesprossten und nahezu rechteckigen Fenster des 1. Obergeschosses wurden optisch durch ein ebenfalls durchgehendes Sohlbankgesims betont. Über jedem der gerade eingeschnittenen Fenster wurden dekorative von stilisiertem Blattwerk umrahmte Kartuschen angebracht. Im zweiten Obergeschoss wurden mittig zwei Fenster angeordnet, die in ihrer Gestaltung denen im ersten Obergeschoss gleichen. Die Fassade wurde durch mehrere ausgeprägte Gesimse untergliedert, wobei die Gebäudekanten beidseitig durch begleitende Lisenen besonders akzentuiert wurden und im weiteren Verlauf in ein Volutengesims übergehen. Dieses mündet in einem Schweifgiebel mit halbrundem Giebelaufsatz, der ebenfalls eine große Kartusche mit stilisiertem Blattwerk aufweist.
Das Haus wurde bereits 1572 als Gasthof erwähnt und unter dem Eigentümer George Müller geführt. Er besaß zu jener Zeit die Braugerechtigkeit für acht Biere. Die Erbauungszeit wird um das Jahr 1675 angegeben, somit entstand das Gebäude unmittelbar nach dem großen Stadtbrand. Im 18. Jahrhundert wurde das Haus einer baulichen Veränderung unterzogen. Im Jahre 1902 dokumentiert die Bauakte „Bestand Pabel: Kämpf a. Markt 17-Ladenumbau Rep.“ den Umbau des Ladengeschäfts und die Implementierung von Schaufenstern sowie den Einbau einer neuen Treppe zwischen Parterre und 1. Obergeschoss. Diese Bauakte enthält neben anderen Angaben zum Grundriss auch statische Berechnungen zum Gebäude. Eine weitere Bauakte aus dem Jahr 1984 mit der Registernummer BA 78.711 dokumentiert die Errichtung eines Kopiebaus durch damalige DDR-Baufirmen.
In diesem Haus wechselten sich im Lauf der Jahrhunderte viele Gewerke und Privatpersonen als Nutzer ab. So gingen hier Gastwirte, Goldarbeiter, Seifensiedermeister, Kaufleute, Restaurateure, Uhrmacher und der Handschuhmacher Ernst Haase jr. ihrem Gewerbe nach. Diese Informationen gehen auf Quellen wie Adressbücher und Anzeigen in der Presse jener Zeiten zurück.

### Altmarkt 17

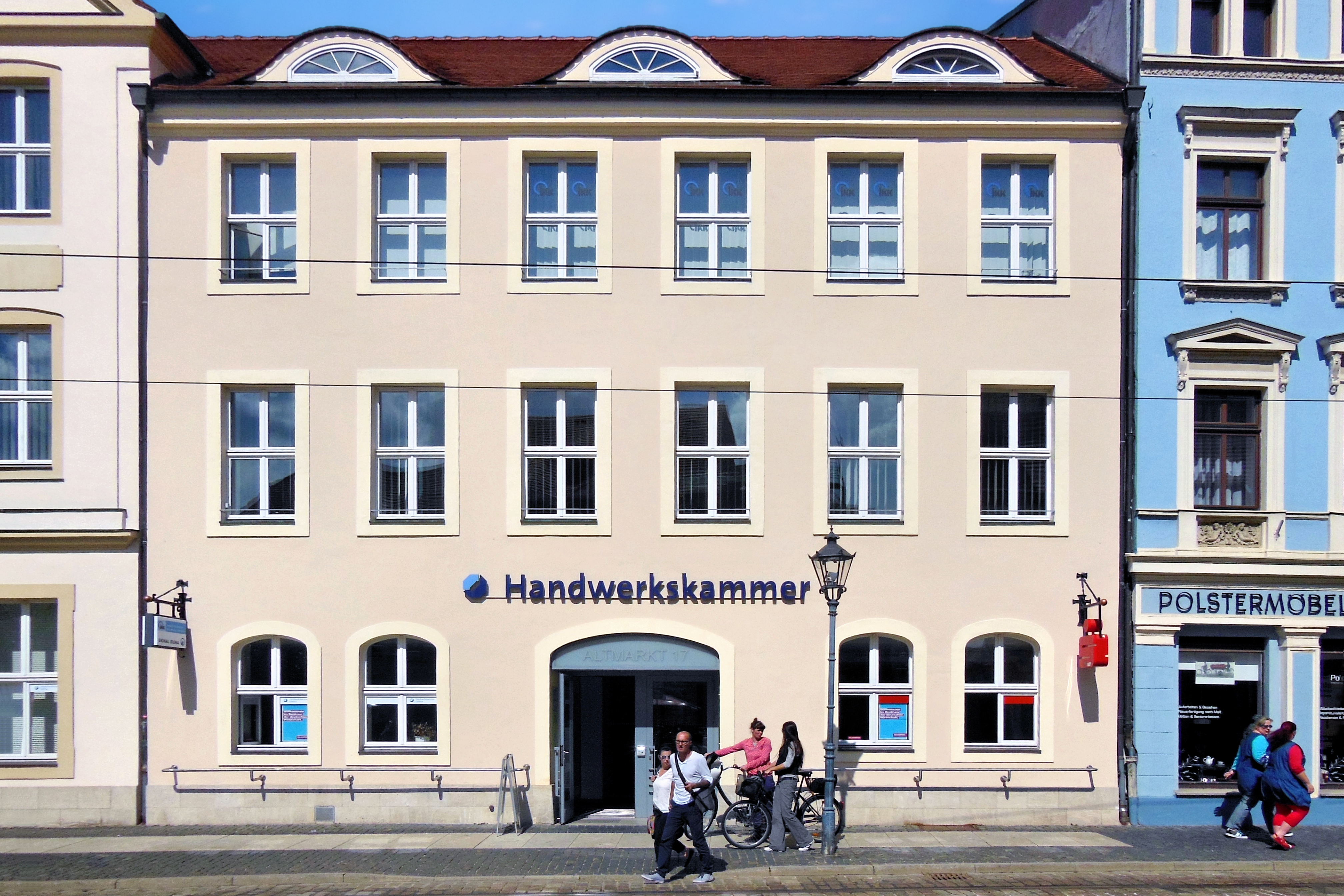
Altmarkt 17

Dieses Gebäude ist Bestandteil der nordöstlichen Häuserzeile des Cottbuser Altmarktes. Es handelt sich dabei um einen Gebäudekomplex aus vormals zwei einzelnen Häusern. Er setzt sich aus einem dreigeschossigen, dreiachsigen Giebelhaus und einem gleichfalls dreigeschossigen, auf sechs Achsen ruhenden Gebäude zusammen, das zur Marktseite hin traufständig abschließt. In den 1950er Jahren wurde die gesamte Fassade glatt verputzt und in den folgenden Jahren, bis etwa 1961, mit einer historisierenden Aufgliederung versehen. Im gleichen Zeitraum erfolgten auch der Aus- und Umbau zum Haus des Handwerks sowie die Aufsetzung eines Steildaches auf beiden Gebäuden. In den Jahren 1991 und 1992 wurden beide Gebäude aufgrund ihres maroden Zustandes abgerissen. Einzig die Außenfassade blieb aus Denkmalschutzgründen erhalten und wurde in diesem Zusammenhang restauriert. Teile der spätmittelalterlichen Kellerräume blieben bei dieser Baumaßnahme ebenfalls erhalten.
Die hochrechteckigen Fenster der beiden Obergeschosse im linken, dreiachsigen Teil der Gebäudefront, wurden in vertiefte und flachbogige Rahmungen eingelassen. Zwischen den Fensterzeilen der beiden Obergeschosse wurden mittig glatte Putzspiegel in horizontaler Linie angebracht. Die Gebäudekanten wurden durch angedeutete Lisenen hervorgehoben. Kräftige Gesimse heben die beiden oberen Stockwerke vom Erdgeschoss ab.
Im traufständigen, sechsachsigen Gebäudeteil auf der rechten Seite wurden die Fenster im Erdgeschoss in stichbogige Wandeinschnitte eingesetzt, wogegen in den Obergeschossen die hochrechteckigen Fenster in rechtwinkligen, bandartigen Rahmungen gefasst wurden. Das Satteldach wurde durch die Einlassung von drei Fledermausgauben akzentuiert.
Bereits im Jahr 1544 wurde diese Adresse im Cottbuser Adressbuch erwähnt. Zu dieser Zeit wurde hier Herr Mathias Anschuch als Bewohner registriert und seine Braugerechtigkeit belief sich im Jahre 1551 auf 20 Biere, was für diese Zeit eine beträchtliche Anzahl war. Viele Häuser auf dem Altmarkt entstanden auf Parzellen mit zwei Grundstücken. So auch dieses Haus, das ursprünglich aus zwei Gebäuden bestand. Davor befand sich hier auf der linken Grundstückseite ein zweigeschossiges Giebelhaus mit drei Achsen unter einem Krüppelwalmdach und rechts daneben ein traufständiges, ebenfalls zweigeschossiges Haus mit sechs Achsen und einem hohen Zwerchgiebel. Beide Bauten hatten ihre Entstehungszeit wahrscheinlich im Verlaufe des 18. Jahrhunderts.
Im Jahr 1865 kaufte Eduard Ansorge das Haus, stockte das sechsachsige Gebäude um eine Etage auf und kleidete es mit einem Pappdach aus. In der Folgezeit bekleidete er auch eine unbesoldete Stelle im Cottbuser Stadtrat. Im Jahr 1871 ließ er das kleine Giebelhaus zur Linken abreißen und ersetzte es durch den Neubau eines dreigeschossigen Hauses. Weiterhin wurden die Fassaden der beiden Häuser miteinander vereint und in spätklassizistischem Stil gestaltet. Erst seit dem Jahr 1892 führt deshalb dieses Gebäudeensemble am Cottbuser Altmarkt die gemeinsame Hausnummer 17. Im Jahre 1875 gründete er in diesem Gebäudeverbund das alten Cottbusern noch bekannte Hotel Ansorge. Das Gebäude ist sowohl aus städtebaulicher Sicht in Zusammenhang mit der Erhaltung historischer Bauelemente bemerkenswert, sowie als traditionsreicher Standort von Hotellerie und Gastronomie in Cottbus. Darüber hinaus auch als Sitz der Cottbuser Handwerkskammer ein stark frequentierter Ort, um unter anderem traditionelle Innungsgebräuche zu praktizieren.

### Altmarkt 18

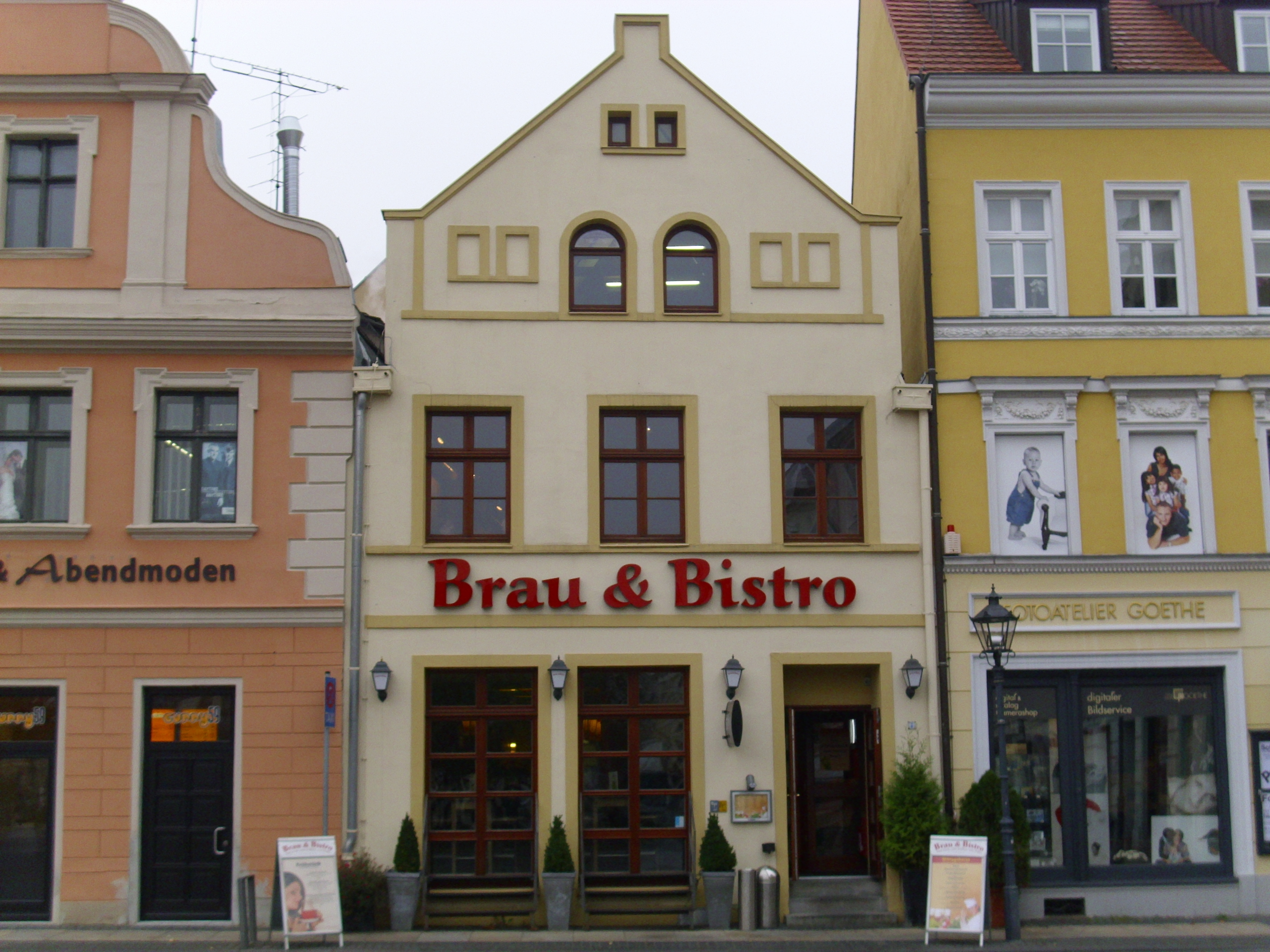
Altmarkt 18

Das Haus fügt sich giebelständig in die auf der Ostseite des Altmarktes gelegene Häuserzeile ein. Es wird zu seiner Linken vom Eckhaus des ehemaligen „Tuchhaus Herfarth“ begrenzt und stößt zu seiner Rechten an ein Gebäude, in dem sich heute u. a. das Atelier von Foto Goethe befindet.
Bei dem Haus handelt es sich um ein schmales, zweigeschossiges Wohnhaus mit einem einfach ausgeführten Dreiecksgiebel vor dem ausgebauten Dachgeschoss. In der Giebelspitze sind mittig zwei kleine rechteckige Fenster mit durchgehender Sohlbank angeordnet. Unmittelbar darunter befinden sich zwei etwas größere Rundbogenfenster, die zu beiden Seiten von je zwei kleinen Blendfenstern flankiert werden. In ihrer Ausführung entsprechen sie denen in der Giebelspitze und deuten die ehemals hier vorhandenen Fenster an. Direkt unter dieser Anordnung verläuft ein Gesims, welches das Dachgeschoss optisch vom Obergeschoss abgrenzt. Darunter befindet sich die Fensterzeile des Obergeschosses, die sich aus drei hochrechteckigen, gesprossten Fenstern zusammensetzt und als unteren Abschluss wiederum durch ein einfaches Gurtgesims vom Erdgeschoss abgegrenzt wird.
Die Eingangstür des Erdgeschosses befindet sich in der rechten Achse des dreiachsigen Gebäudes. Links davon sind zwei große gesprosste Fenster zu sehen, die bis auf das Türschwellenniveau der Eingangstür herabgezogen sind. Sämtliche Fenster des Hauses weisen heute einfache glatte Faschen auf. Parallel zum Dachfirst verläuft ein spätmittelalterliches Spitztonnengewölbe. Die alten Kellerwände bestehen aus Backstein und sind mit Feldsteinen durchsetzt. Darüber verlaufen Tonnen- bzw. jüngere Kappengewölbe, die verschiedenen Bauzeiten zuzurechnen sind.
Das Haus am Altmarkt hat eine lange Tradition als gastronomischer Standort in Cottbus. Bereits im Jahre 1737 betrieb Caspar Gottlieb Wentzig eine Schankwirtschaft. Das Haus trug in dieser Zeit die historische Hausnummer 328. Seit 1804 ist dieses Haus im Besitz der Familie Erich. So betrieben ein Buchbinder, ein Sattler und ein Färber der Familie Erich hier im Laufe der nachfolgenden Jahre ihre Gewerbe. Im Jahre 1880 wurde die Witwe Bertha Erich urkundlich als Schankwirtin erwähnt. Die Schwestern Bertha und Agnes Erich begründeten 1881 eine Gastwirtschaft und gaben ihr den Namen „Erich’s Bier-Haus“. Bis in das Jahr 1925 führte Agnes Erich die Gaststätte im Familienbesitz weiter.
Die Familie Siegmund erwarb im selben Jahr dieses Anwesen und führte die Gaststätte unter dem Namen Erich’s Bier-Haus weiter. Der Cottbuser Anzeiger Nr. 167 vom 21. Juli 1937 würdigte mit einem Artikel die zweihundertjährige Tradition einer Gastwirtschaft in diesem Hause, die als solche 1737 das erste Mal urkundlich erwähnt wurde. Von dieser Zeit an wurde die Gaststätte von wechselnden Eigentümern unter gleichem Namen bis zum Jahr 1990 betrieben. Zum Schluss war diese Gaststätte den Cottbusern unter dem Namen „Erich’s Bierstuben“ bekannt. Da die Ostseite des Altmarktes von der Sanierungswut der 1980er Jahre verschont blieb, gehört das Haus zu den wenigen Gebäuden auf dem Altmarkt, bei denen die historische Grundsubstanz aus dem Barock zum größten Teil erhalten blieb. Beim Umbau 1990 zum Bistro wurde das Erdgeschoss unter möglichst weitgehender Bewahrung der Bausubstanz verändert und eine neue Treppenanlage eingebaut. Als einer der letzten traditionellen und historischen Gaststättenstandorte in Cottbus ist dieses Haus von stadt- und baugeschichtlicher Bedeutung. Heute hat hier das „Brau & Bistro“ die Pforten für seine Gäste geöffnet und ermöglicht diesen auf seiner Sommerterrasse einen Blick auf die Bürgerhäuser des Cottbuser Altmarktes.

### Altmarkt 19

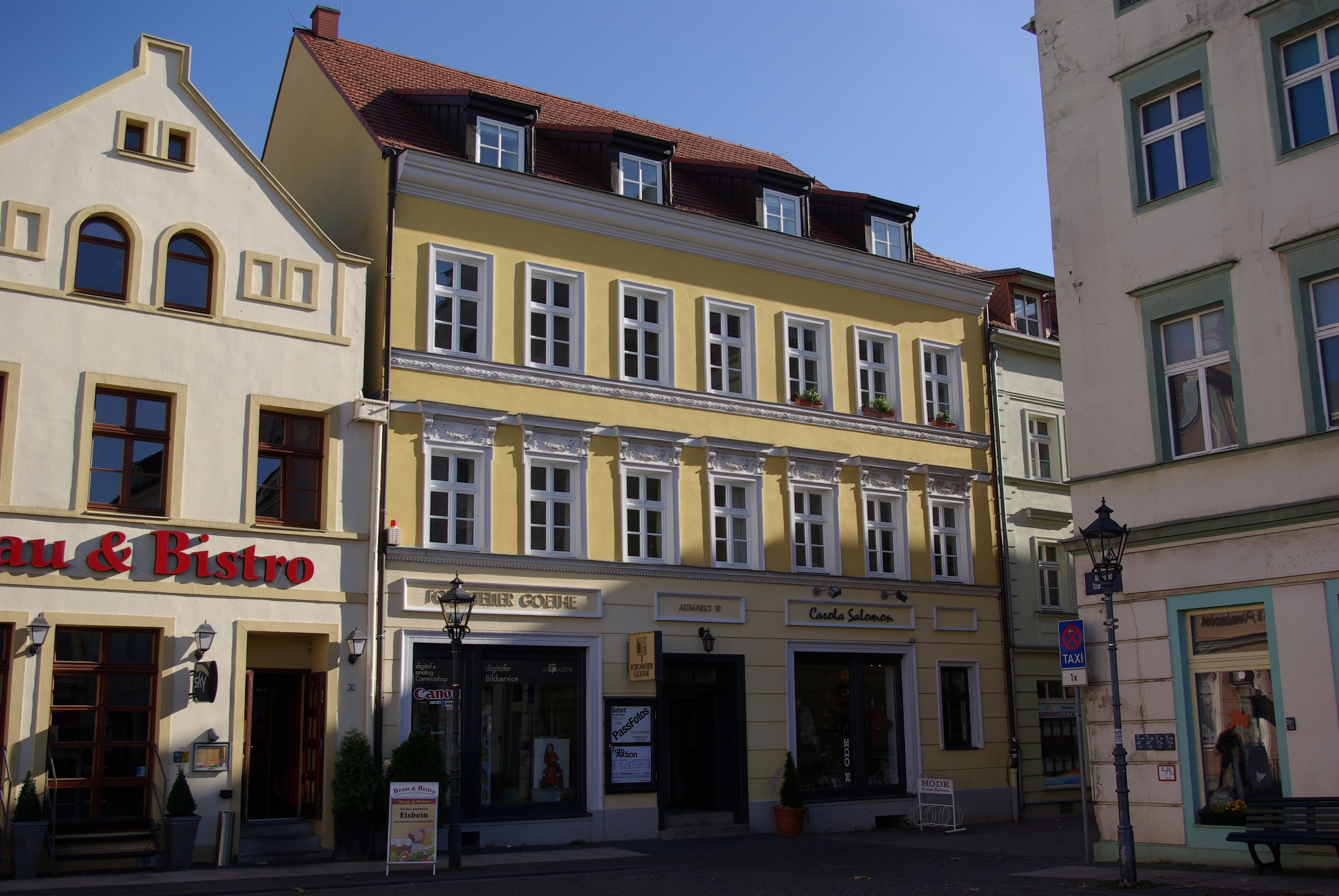
Altmarkt 19

Die verbürgte Geschichte dieses Hauses reicht bis in das Jahr 1544 zurück. Im Jahre 1652 bestand diese Parzelle ursprünglich aus zwei Grundstücken. Es brannte wie die meisten Häuser der Stadt Cottbus beim großen Stadtbrand im Jahre 1671 bis auf seine spätmittelalterlichen Grundmauern nieder und wurde auf der Fläche der beiden Grundstücke neu errichtet. Das Haus ist an der Ostseite des Altmarktes gelegen und befindet sich in einer geschlossenen Häuserzeile.
Es handelt sich um ein dreigeschossiges, traufständiges, spätbarockes Bauwerk. Am 15. November 1872 erwarb der Kaufmann Rudolph Tietze das Haus für die Summe von 12.000 Talern. In den Jahren nach 1872 veranlasste dieser Kaufmann eine Aufstockung um ein weiteres Geschoss. Zeitgleich erfolgte eine optische Aufwertung der Schauseite durch Anbringung von Bauschmuckelementen die dem Spätklassizismus zuzuordnen sind.
In das steile Satteldach wurden zur Altmarktseite hin vier Schleppgauben mit quadratischen Fenstern eingelassen. Im zweiten Obergeschoss befindet sich eine Reihe aus hochrechteckigen Fenstern mit eher schlicht gehaltenen Rahmungen.
Darunter verläuft ein durchgehendes Sohlbankgesims, unterlegt mit einem breiten, plastisch ausgearbeiteten Lorbeerfries. Die Fenster des ersten Obergeschosses sind mit geraden Gesimsverdachungen versehen, wobei diese ihrerseits von Volutenkonsolen gestützt werden. Darunter sind plastisch herausgestellte Fruchtgehänge angeordnet, die die geohrten, fein profilierten Fensterfaschen überfangen. Auch hier wieder unter der Fensterreihe ein durchgehendes Sohlbankgesims mit darunter verlaufendem schmalen Klötzchenfries. Im Erdgeschoss ist die Fassade durch eine schlichte Putznutung hervorgehoben. In der Mitte des Hauses befindet sich eine hölzerne, doppelflügelige Kassettentür. Links und rechts dieser Eingangstür ist je ein großes zweigeteiltes Schaufenster eingelassen, wobei sich auf der rechten Seite neben diesem noch ein Fenster befindet. Es befinden sich für dieses Haus untypische Putzspiegel für Reklame über den Schaufenstern, der Eingangstür sowie dem einzelnen Fenster rechts, die offensichtlich ein Tribut an die Moderne sind. Erhalten ist jedoch bis in die heutige Zeit das weitläufige Kellersystem in seiner Bausubstanz. Als Besonderheit gilt der Umstand, dass es sowohl Tonnengewölbe als auch Korbbogengewölbe in seiner baulichen Ausführung aufweist. Die Wände im spätmittelalterlichen Teil des Kellers haben eine Backsteinstruktur in Klosterformat, die von Feldsteinen und Raseneisensteinen durchsetzt ist und daher von hoher baugeschichtlicher Bedeutung für die Erforschung der Cottbuser Altstadt.
In den Jahren 1992/93 erfolgte im Rahmen der Altstadtsanierung ein umfangreicher Neuaufbau des Gebäudes, wobei die Fassade erhalten und im obersten Geschoss erhöht wurde. Zudem wurde der Traufabschluss neu gestaltet, indem dieser eine breitere und rundere Ausformung erfuhr. Im zweiten Obergeschoss wurde die Fensterrahmung vereinfacht. Den alten Cottbusern ist dieses Haus noch als „Eisenwaren-Tietze“ bekannt. Im rechten Teil des Hauses betreibt derzeit der Inhaber einer Modeboutique sein Geschäft. Seit mehr als 40 Jahren ist im linken Ladengeschäft das altbekannte Cottbuser Atelier von Foto-Goethe untergebracht.

### Altmarkt 20

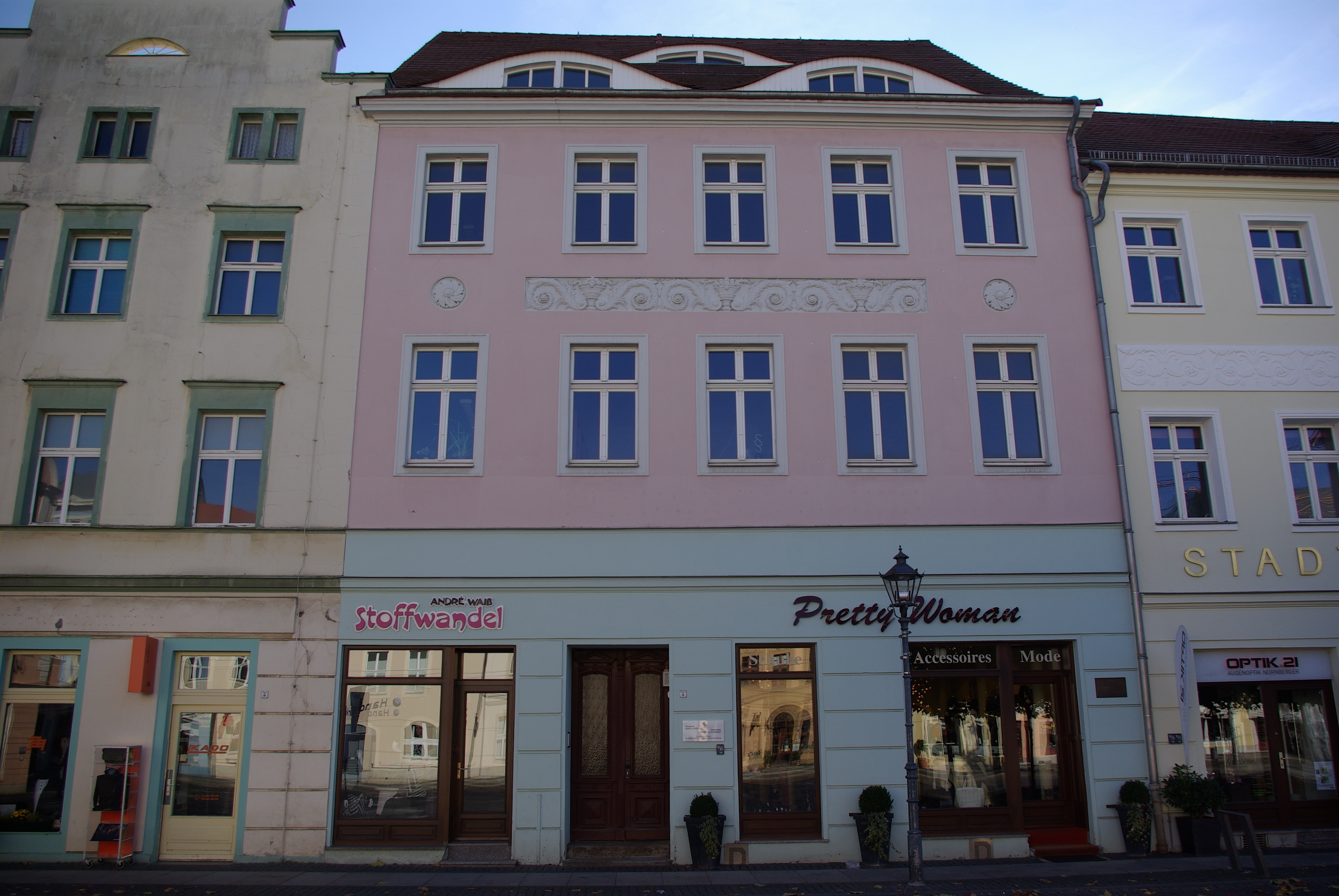
Altmarkt 20

Die Entstehungszeit des ursprünglichen Gebäudes liegt im Spätmittelalter begründet. Während des Stadtbrandes im Jahre 1671 brannte es bis auf die Grundmauern nieder und wurde um 1690 als zweigeschossiges Giebelhaus neu errichtet. Die Raumanordnung im Inneren des Gebäudes entspricht weitgehend dem Baustil der Bürgerhäuser aus dem 19. Jahrhundert, wie er gerade im Altmarktbereich mit seinen Giebelhäusern oft zu finden ist. Das Erdgeschoss ist mit einer Putznutung versehen. Es weist beidseitig des Einganges große Schaufenster auf.
Erst im Jahre 1825 wurde das zweite Obergeschoss aufgesetzt. In dieser Zeit wurde auch eine neue Treppenanlage in das Haus eingebaut. Der um eine ovale Achse verlaufenden Wendeltreppe mit Traljengeländer ist in jedem Geschoss eine Wohnung zugeordnet. Mit Abschluss dieser Umbaumaßnahmen erhielt das Haus seinen traufständigen Charakter. Das auf profiliertem Traufgesims ruhende hohe Satteldach ist durch drei gestaffelt angeordnete Fledermausgauben strukturiert. Im Erdgeschoss wurde im Jahr 1887 die Hausdurchfahrt schmaler gestaltet, sowie die Flurtreppe im unteren Teil verändert und eine große zweiflügelige Rahmenfüllungstür eingebaut. Ebenso wurde die Fassade im Erdgeschoss in Quaderoptik gestaltet. Die beiden Fensterzeilen mit Gesimsverdachung wurden erst im Jahre 1926 durch einen Rankenfries zwischen den beiden Obergeschossen optisch voneinander abgesetzt. Der Fries stellt stilisierte Fruchtkörbe zwischen Akanthusranken dar und wird beidseitig von Rosetten gefasst.
Die Kelleranlage, bestehend aus drei tonnengewölbten Räumen, ist im rechten Winkel zum Marktplatz angeordnet und zeigt im Grundriss die vorhandene Raumfolge der Obergeschosse.
In der Zeit von 1982/83 wurde das Haus unter Verlust originaler Bausubstanz (Gewölbe im Erdgeschoss) instand gesetzt. Dies geschah im Rahmen des damaligen Projektes Rekonstruktion – Altmarkt, wie den Akten im Bauaufsichtsamt zu entnehmen ist. Im Zuge der Altmarktsanierung im Jahre 1995 wurde das Haus letztmals saniert.
Seit etwa 1544 lag auf diesem Haus die Brau- und Kramgerechtigkeit. Einer der bekanntesten Gewerbetreibenden war der Konditormeister Karl Toussaint, der hier im Jahre 1840 eine Konditorei mit Restaurationslokal betrieb. Es ist weiter bekannt, dass die Witwe Emilie Toussaint das Geschäft, bekannt als „Restaurant Toussaint“, bis 1886 fortführte. Ansonsten wechselten im Laufe der Zeit vielfach Nutzung und Besitzer. So ist nachgewiesen, dass hier Krämer, Konditoren, Bierbrauer, Sattler und Schneider ihrem Gewerbe nachgingen. Unter den Bewohnern fanden sich auch Persönlichkeiten ihrer Zeit wie der Stadtrichter, einige Senatoren und Bürgermeister der Stadt Cottbus. Seit 1909 befand sich das Haus im Besitz der Stadtgemeinde Cottbus. Heute befinden sich Modeboutiquen in den beiden Ladengeschäften.
Aufgrund der größtenteils noch heute erhaltenen historischen Bausubstanz aus dem späten 17. Jahrhundert und dem frühen 19. Jahrhundert sowie der Treppenanlage und der überlieferten Grundrissstruktur der beiden Obergeschosse, besitzt dieses Bürgerhaus einen nicht zu unterschätzenden bau- und sozialgeschichtlichen Stellenwert für die Erforschung der Cottbuser Stadtgeschichte.

### Altmarkt 21

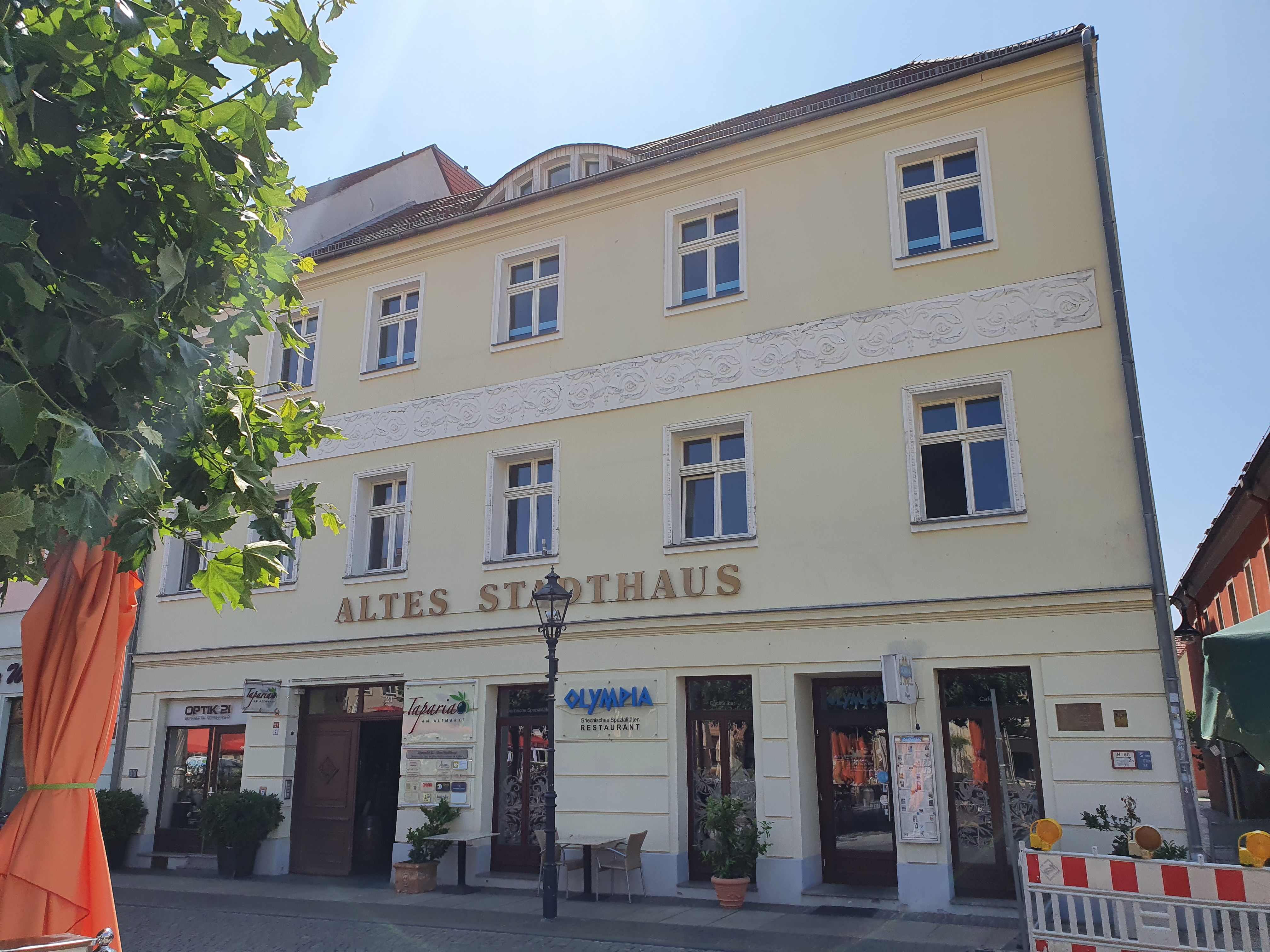
Altmarkt 21

Der Ursprung des Gebäudes geht zurück auf die Zeit des Spätmittelalters. Es wies vermutlich bereits damals diese relativ große Grundfläche auf. Es handelt sich um einen dreigeschossigen traufständigen Putzbau. Um den zentralen Innenhof sind mehrere Gebäude aus verschiedenen Bauepochen zu einem Komplex zusammengefasst. Integriert zur Altmarktseite ist hier eine Fledermausgaube im aufgesetzten Krüppelwalmdach.
Der Gesamtkomplex, bestehend aus Vorderhaus mit westlichem Seitenflügel sowie dem Querbau mit dem alten Theatersaal als Verbindung mit dem Ostflügel, erfuhr im Laufe der Zeit zahlreiche Um- und Anbaumaßnahmen. Durch diese Baumaßnahmen erfolgten jedoch keine wesentlichen Veränderungen in der Gebäudestruktur. Zur Scharrengasse hin befanden sich mehrere Fleischscharren. Diese blieben nachweislich bis März 1857 als solche erhalten wie aus den Baupolizeiakten jener Zeit hervorgeht. Im Jahr 1861 erfolgte eine Erneuerung dieser Außenmauer. Seit dieser Zeit werden keine Scharren mehr erwähnt. Im Jahr 1915 wurden bei Renovierungen an diesen Stellen alte verbrannte Mauer- und Balkenreste gefunden (Acta des Magistrats zu Cottbus). Mit diesem Material wurden die Scharren wohl seinerzeit verfüllt. In den Jahren 1924 und 1985 erfolgten umfassende Instandsetzungsarbeiten und abschließend im Jahre 1995 eine Grundsanierung des gesamten Komplexes einschließlich der Rekonstruktion der barocken Treppenbauten. Die im Zuge der Instandsetzungsarbeiten wiederentdeckten beiden Deckenfassungen des Vorderhauses sowie die des Saales im Quergebäude wurden bei dieser Gelegenheit restauriert. Ebenso die Holzbalkendecke im Erdgeschoss des Westflügels. Außerdem wurde die Außenfassade des Vorderhauses im Bereich des Erdgeschosses neu gestaltet. Die beiden Obergeschosse sind optisch durch einen waagerechten, breiten Rankenfries voneinander abgesetzt. Die Fenster sind von profilierten Faschen gefasst, wobei diese im ersten Obergeschoss noch zusätzlich mit Perlstab verziert sind. Auffällig setzt sich die große Toreinfahrt mit dahinter liegender Treppenhalle in Szene. Im ersten Obergeschoss befindet sich eine große Diele und im Geschoss darüber zwei Räume mit restaurierter Deckenmalerei und aufgemalten Paneelen in klassizistischem Stil. Erwähnenswert ist der aus dem Spätmittelalter stammende große tonnengewölbte Kellerraum.
Im Laufe der Jahrhunderte wechselten vielfach sowohl die Besitzer als auch die Nutzungen dieses Anwesens. Bekannt ist, dass auf diesem Hause seit alten Zeiten die Brau- und Brenngerechtigkeit und die Gastwirtschaftsgerechtigkeit ruhen. Schon um 1580 wurde hier ein „Rast- und Ausspannhof“ erwähnt. Unter den Besitzern und Bewohnern befanden sich schon seit 1588 viele Bürgermeister und Ratsherren der Stadt Cottbus. Nach dem verheerenden Stadtbrand von 1671 wurde das Haus vermutlich als Fachwerkbau neu errichtet. Zwischen 1730 und 1810 wurde es um zwei Etagen aufgestockt.
Bereits zu Beginn des 19. Jahrhunderts wurden vereinzelt Theatervorstellungen im Hotel „Goldener Ring“ gegeben. 1854 erfolgte der Einbau eines Theatersaals im Obergeschoss des Quergebäudes. 1891 wurde die Ausstattung des abgerissenen Berliner Theaters „Viktoria“ eingebaut. Im Jahre 1874 wurde das als Stadttheater genutzte Quergebäude umfassend renoviert, in dem am 12. April 1908 der letzte Vorhang fiel. Am 9. September 1908 kaufte die Stadtgemeinde Cottbus das Haus für die beträchtliche Summe von 128.000 Mark. Am 4. November 1909 tagten die Stadtverordneten erstmals in dem ehemaligen Theatersaal. Im Jahre 1915 wurde die Polizeiverwaltung Cottbus in dieses Gebäude verlegt. 1921 wurden 18 Bereiche der Stadtverwaltung in dem Haus am Altmarkt 21 untergebracht, das seit diesem Zeitpunkt Stadthaus 1 genannt wurde. Von etwa 1960 bis 2013 tagten in diesem Haus erneut die Cottbuser Stadtverordneten.

### Altmarkt 22

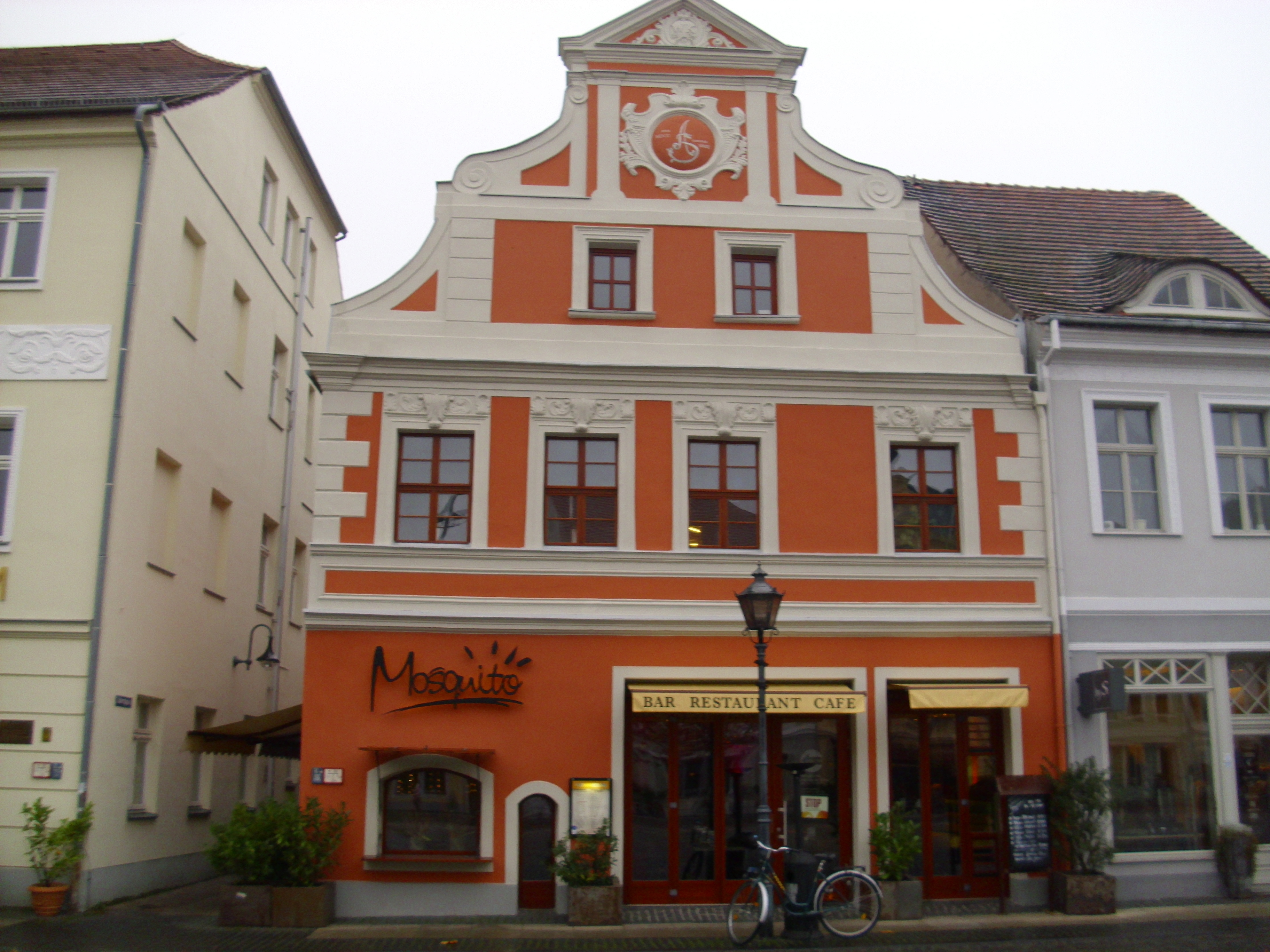
Altmarkt 22

Bei dem Gebäude handelt es sich um ein zweigeschossiges, dem Barock nachempfundenen Bürgerhaus. Der Giebel ist mehrfach durch eine deutliche Gesimsung gegliedert. Der geschwungene Giebel unterhalb der Dreiecksverdachung ist in zwei Segmente unterteilt. Im Dreiecksgiebel selbst befindet sich eine Kartusche die „WK 1934“, dem Jahr der Instandsetzung, als Inschrift zeigt. Ursprünglich war hier das C.K. des Besitzers Christoph Kaempf zu lesen. Darunter, im ersten Segment, eine weitere Kartusche gerahmt von Pilastern in Akanthusblättern mit der Inschrift 1578, beidseitig mit Voluten umfasst. Im zweiten Segment befinden sich zwei nahezu quadratische Fenster zwischen den gequaderten Giebelkanten. Im Obergeschoss des Giebels sind vier Fenster mit profilierten Rahmungen zu sehen, die jeweils im oberen Teil ein Akanthusblatt als Schlussstein aufweisen. Diese Fensterzeile ist beidseitig mit gequaderten Lisenen als Kantenabschluss des Giebels verziert. Im Erdgeschoss zum Altmarkt hin ist auf der linken Seite eine mittelalterliche Fleischscharre mit einem kleinen rundbogigen Eingang rechts daneben erhalten. In der eher schmucklosen Gebäudeseite zur Scharrengasse befinden sich im Erdgeschoss sechs Korbbogenfenster, die die einst hier vorhandenen Fleischscharren andeuten sollen.
Die Geschichte des Wohnhauses Altmarkt Nr. 22 ist bis zurück in das Jahr 1544 verbürgt. Bereits im Mittelalter hatten die Fleischer die sogenannten Fleischscharren in ihren Häusern angebracht, über die sie ihre Produkte feilboten.
Das Haus brannte beim großen Stadtbrand am 21. März 1671 bis auf die Kellerräume nieder. Vor 1671 befanden sich vermutlich zwei spätmittelalterliche Fachwerkbauten an dieser Stelle. Um 1700 entstand direkt auf den Grundmauern der beiden Brachen ein neues Bürgerhaus. Diese pragmatische Verfahrensweise war zu dieser Zeit aus Kostengründen durchaus üblich. 1767 wurde der barocke Schweifgiebel aufgesetzt. Im Jahre 1779 kaufte der Maurermeister Christoph Kaempf für 2.000 Taler das Haus und ließ im Zuge eines Umbaus die Initialen C.K. am Giebel anbringen. Bis zum Jahre 1882 befand sich das Haus im Besitz der Familie Kaempf. In der nun folgenden Zeit gingen unterschiedliche Gewerbetreibende in diesem Hause ihren Geschäften nach. So ist bekannt, dass es einen Blumenhandel, eine Brotfabrik sowie eine Zigarrenfabrik und den Kaffeeausschank der Familie Mundt beherbergte.
Im Jahre 1934 wurde der Giebel baulich erneuert. Ab 1940 betrieb Max Kaempf wiederum eine Gastwirtschaft, den alten Cottbusern auch als Kaempf’s Restaurant bekannt. Von 1956 bis 1976 fanden verschiedene werterhaltende Baumaßnahmen statt. In den Jahren 1977/78 kam die Rekonstruktion durch den damaligen Stadtbaubetrieb zum Abschluss. Ursprünglich bestand das Anwesen aus Vorder- u. Hinterhaus sowie einem Stallgebäude. Im Verlaufe der Altmarktsanierung wurde das Gebäude zum großen Teil abgetragen. Danach in Anlehnung an das Bürgerhaus, das um 1700 an dieser Stelle stand, wiederaufgebaut. Von der vormals historischen Bausubstanz blieben nur der Giebel und das Tonnengewölbe der Kelleranlage erhalten. Der Keller wurde im Jahr 1974 zum Teil verfüllt. Im Anschluss daran erfolgte der Umbau des Erdgeschosses zu einem Gastraum. Nachfolgend wurde das Haus verschiedentlich als gastronomische Einrichtung genutzt. Im März 2003 eröffnete nach einem weiteren Innenumbau das weithin bekannte Cottbuser Bar-Restaurant-Café „Mosquito“ die Pforten.

### Altmarkt 23

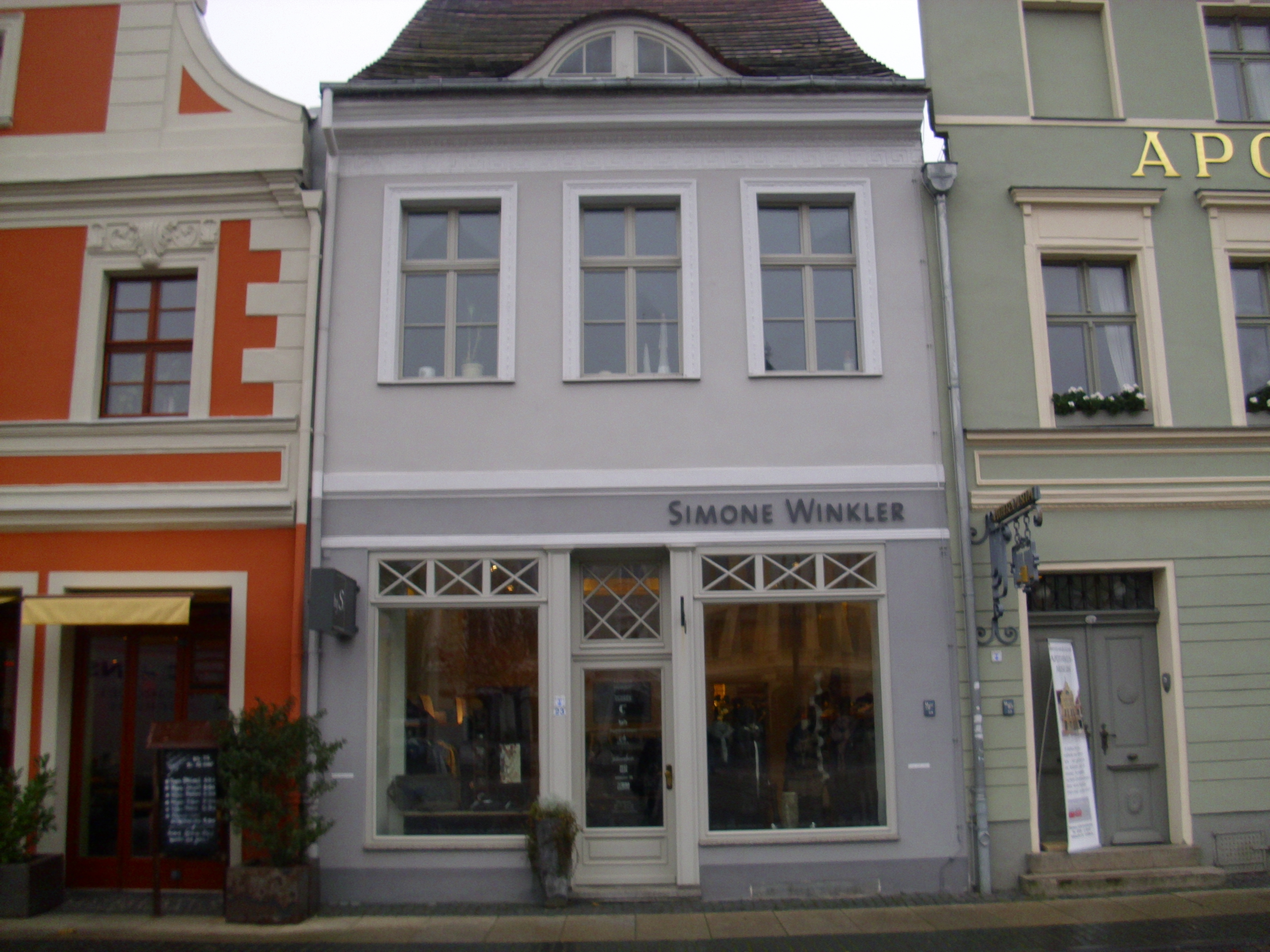
Altmarkt 23

Wie viele Häuser auf dem Cottbuser Altmarkt kann auch der Standort Altmarkt Nr. 23 auf eine sehr lange gewerbliche Nutzung der unteren Räumlichkeiten zurückblicken. Es wird angenommen, dass Altmarkt 22 und 23 in früheren Zeiten ein Grundstück bildeten. Vermutlich wurde um die Jahrhundertwende 1800 ein noch vorhandenes Giebelhaus umfassend erneuert.
Das Haus ist ein traufständiges Wohn- und Geschäftshaus mit einem steilen Satteldach. Charakteristisches Merkmal ist hier die mittige Einlassung einer Fledermausgaube in das Dach, sowie die darunter angeordneten drei hochrechteckigen Fenster und deren mit Perlstab verzierten Rahmungen. Unterhalb des Traufgesimses direkt über den drei Fenstern befindet sich ein Fries, der eine Mäanderstruktur aufweist und ebenfalls über Perlstab und Eierstab als Schmuckelemente verfügt. Im Übrigen wirkt die Schauseite des Hauses im Vergleich zu den Nachbarhäusern eher schlicht. Wann es tatsächlich erbaut wurde, ist nicht sicher belegt und beschäftigt die Cottbuser Hausforschung bis zum heutigen Tage.
Das Hofgebäude im Bereich des Cottbuser Altmarktes ist als Rarität zu bezeichnen, da es eines der letzten Ziegelfachwerkbauten aus historischer Zeit ist. Es diente gewerblichen Zwecken. Aufgrund seiner Bauweise mit weitgehend quadratisch ausgebildeten Gefachen geht man bei der Errichtung um das Jahr 1800 aus. Das Wohnhaus und das parallel dazu angeordnete Hofgebäude gehören zu den wenigen Gebäuden auf dem Altmarkt, die noch überwiegend aus ihrer historischen Bausubstanz bestehen. Das spätmittelalterliche Tonnengewölbe des Kellers verläuft über die gesamte Hausbreite parallel zum Dachfirst. Die Wände im Verkaufsraum wurden um 1910 über die gesamte Fläche mit Meißener Fliesen verkleidet. Der Sockel wurde durch die Verwendung von dunkelgrünen, mit Ornamenten verzierten Fliesen betont. Darüber wurden weiße hochrechteckige Fliesen mit unterschiedlichen hellgrünen Blütendekoren für die Wandgestaltung verwendet. Heute sind diese Fliesenarbeiten im Verkaufsraum durch weiß gemalerte Rigipsplatten verdeckt.
Schon im Mittelalter war das Cottbuser Bier weithin bekannt und begehrt. So ist bekannt, dass im Jahre 1551 insgesamt die ansehnliche Menge von 57.000 Tonnen Bier gebraut wurde. Große Mengen davon wurden ins angrenzende Sachsen und auch nach Berlin ausgeliefert. Auch in diesem Haus wurde schon 1551 von Herrn Gregor Dörbiger Bier gebraut. Er besaß die Braugerechtigkeit für zehn Biere. Es konnte erstmals eine geschäftliche Nutzung der unteren Räume als Fleischerei im Jahre 1632 nachgewiesen werden. Leider existieren heute kaum noch Dokumente aus dieser Zeit, da die letzten vorhandenen Akten hierüber beim großen Stadtbrand in der Nacht zum 21. März 1671 im Archiv des alten Cottbuser Rathauses vollständig verbrannten. Um 1800 erfolgte eine umfassende bauliche Erneuerung. Im Jahr 1905 erwarb der Fleischermeister Wilhelm Metag das Haus am Altmarkt 23.
Im Jahr 1983 erfolgte unter Aufsicht der Denkmalschutzbehörde eine umfassende Rekonstruktion. Diese wird durch eine Akte im Bauaufsichtsamt Cottbus dokumentiert. Im Sommer 2001 wurde das Erdgeschoss im Ladenbereich mit großflächigen Schaufenstern versehen, sowie im ersten Stock hohe rechteckige Fenster eingelassen. Heute befindet sich hier die Modeboutique der Frau Simone Winkler.

### Altmarkt 24

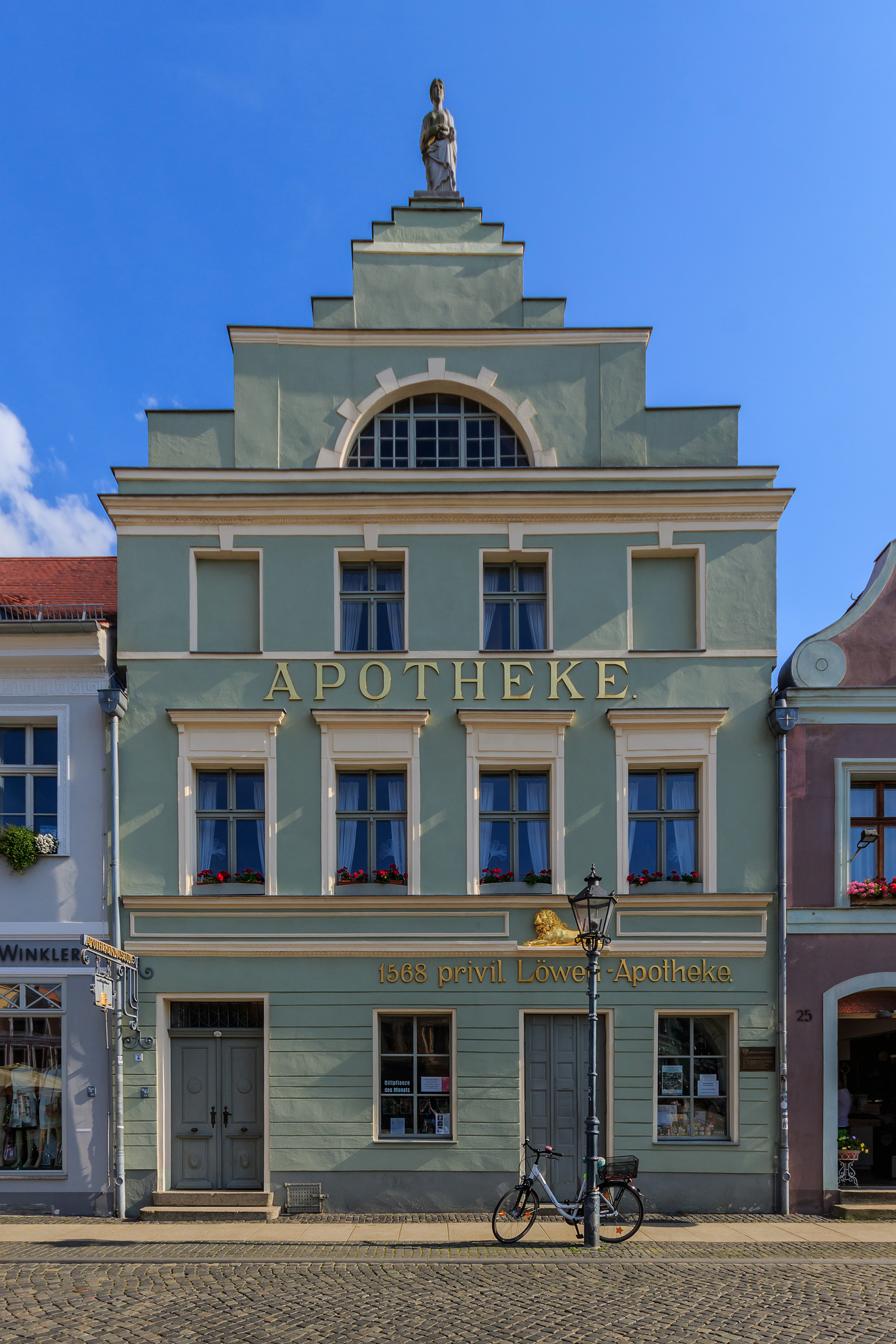
Altmarkt 24

1568 gab Johann von Küstrin, der Markgraf von Brandenburg, dem Stadtarzt Dr. Petrus Cnemiander das Sonderrecht, die einzige Apotheke in und Umgebung von Cottbus zu führen. Das sicherte ihm und seinen Nachkommen das Recht zur alleinigen Herstellung und Abgabe von Arzneimitteln. Im Mittelalter herrschten Pest, Cholera und durch die anwachsende Bevölkerung brauchten Cottbus und Umgebung unter anderem auch medizinische Betreuung. Zwischen 1568 und 1573 ließ sich Dr. Petrus Cnemiander ein Haus am Markt bauen und eröffnete damit die heutige „Löwenapotheke“. Dieses Gebäude wurde im Barockstil erbaut. Der Staffelgiebel wurde auf diesem Gebäude 1800 ersetzt und entspricht nicht mehr dem Original. Typisch für die damalige Zeit war die übliche Etagenaufteilung. Im Erdgeschoss befanden sich die Verkaufsräume, im Obergeschoss wohnte die Familie Cnemiander und im Dachgeschoss meist das Gesinde. Diese Etageneinteilung ist auch von außen in der Fassade deutlich erkennbar. Über dem Ladeneingang ist der goldene Löwe weithin sichtbar. Nach dem großen Stadtbrand 1671 wechselten die Inhaber 18 mal. Von diesem Gebäude sind die Arbeits-, Labor- und Kellerräume des Vorder- und Hinterhauses erhalten geblieben. Ende der 1980er Jahre wurde dieses Gebäude unter großen Schwierigkeiten restauriert, um den Denkmalschutz zu gewährleisten.
1989 eröffnete in der Apotheke ein Apothekenmuseum. Die Apothekeneinrichtung war zum Teil aus Forst und Luckau zusammen getragen und stammt aus der Zeit um 1830. Die Kräuterausstellung, ein wiederhergestelltes Laboratorium mit alten Destillationsgeräten und ein Ofen zum Pflasterkochen und zur Salbenzubereitung sind für Besucher sehenswert. Neben dem Labor gibt es noch die Kräuterkammer, eine Giftkammer und den Arbeitsbereich zu besichtigen.

### Altmarkt 25

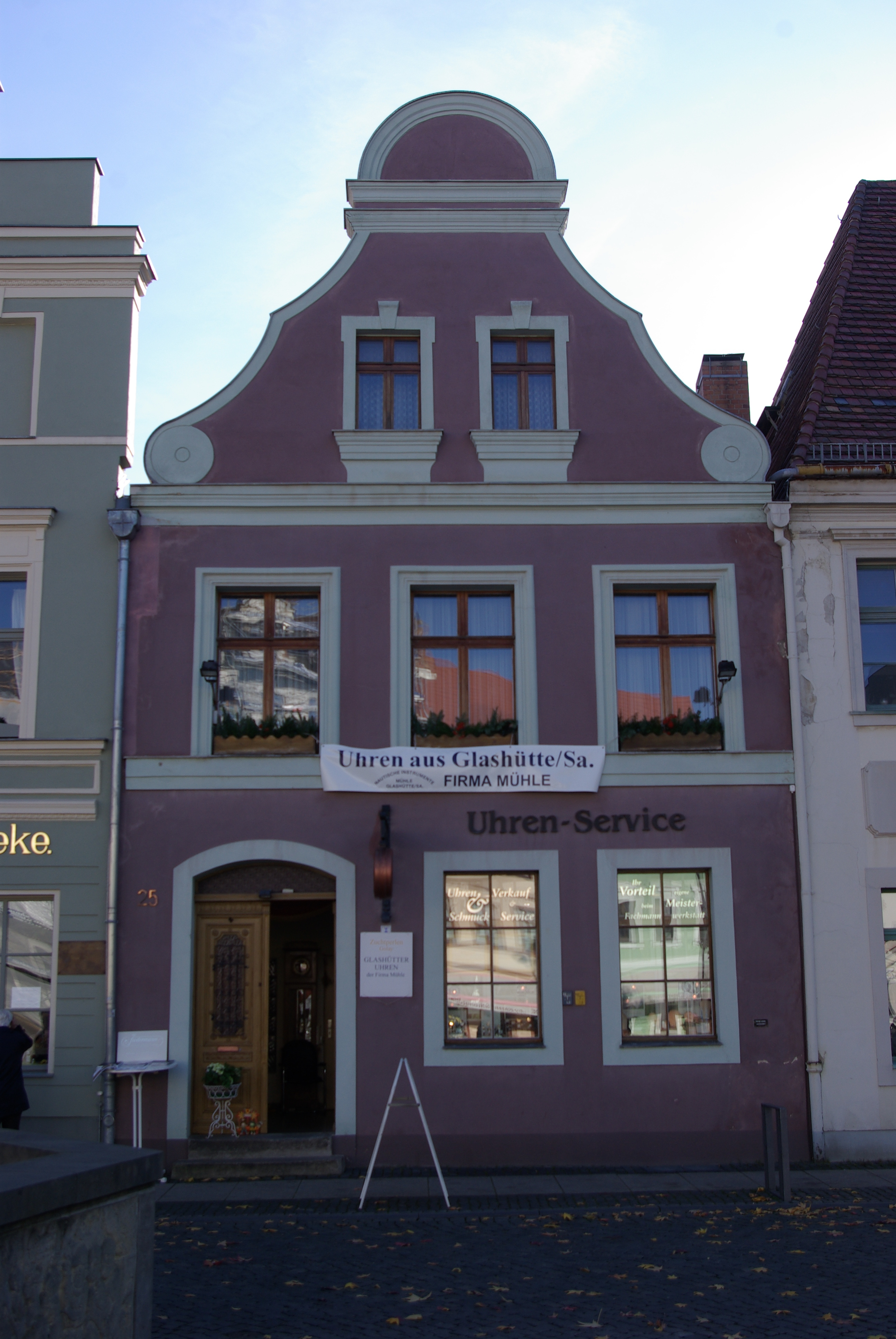
Altmarkt 25

Das Haus Altmarkt Nr. 25 wird erstmals im Jahre 1551 in den Kalwa’schen Häuserbüchern urkundlich erwähnt. Es ist ein kleines, glatt verputztes, zweigeschossiges Giebelhaus an der Südseite des Altmarktes gelegen und in die Häuserzeile integriert. Das Gebäude grenzt mit seiner linken Seite an die „Löwenapotheke“ und zu seiner Rechten an ein zweigeschossiges, traufständiges Wohnhaus. Es handelt sich hier um ein Kaufmannshaus mit Kreuzgratgewölbe im Erdgeschoss und einem eingewölbten Eingangsflur. Die beiden Geschosse sind optisch durch waagerechte Gesimse voneinander abgegrenzt. In der linken Achse des Erdgeschosses befindet sich eine flachbogige, zweiflügelige und beidseitig verglaste Ladentür aus dem späten 19. Jahrhundert. Rechts daneben sind zwei hochrechteckige Schaufenster mit einfacher Rahmung eingelassen, über denen ein breites, durchgehendes Sohlbankgesims verläuft. Im Obergeschoss sind drei hochrechteckige Fenster mit profilierter Rahmung angeordnet, über denen ein getrepptes Gesims als Abschluss des Obergeschosses verläuft. Darüber befinden sich im aufgesetzten Schweifgiebel zwei mittig angeordnete Fenster mit geohrter, profilierter Rahmung, Schlussstein und getreppten Sohlbänken, die sich bis zum Gurtgesims herabziehen. Diese Anordnung wird beidseitig von Voluten gefasst. Der Schweifgiebel gipfelt in einem rundbogigen Abschluss mit doppeltem Gesims. Das Satteldach ist mit Betondachsteinen gedeckt. Das Haus entspricht in seiner heutigen Erscheinung weitgehend in den Proportionen und der Fassadengestaltung dem historischen Vorgängerbau aus der Barockzeit.
Das Erdgeschoss dient bis heute vordergründig Kaufmanns- und Handelszwecken. Im Obergeschoss waren vier Stuben, die Küche und der Alkoven um den zentral angeordneten Flur gruppiert. Bei dem großen Stadtbrand im Jahre 1671 wurde das Gebäude bis auf die Grundmauern zerstört und offensichtlich im Folgejahr wiederaufgebaut. Das geht zumindest aus den Adressbüchern jener Zeit hervor, wonach der Apotheker Tielemann Backhusius als Eigentümer des Hauses aufgeführt wurde. Ursprünglich gehörte ein zweigeschossiges Hinterhaus zu diesem Anwesen, das im Jahre 1750 durch den Kaufmann Johann August Keyling umgebaut wurde. Am 25. Juli 1793 erwarb der Tuchfabrikant Carl Ludwig Gottlieb Vorwerk dieses Haus für die Summe von 3.900 Talern. In der Folgezeit wurde das Haus auf recht unterschiedliche Art gewerblich genutzt. So gingen hier ein Seifensieder, ein Mehlhändler, ein Restaurateur, einige Bäckermeister und Kaufleute ihren Geschäften nach.
Der bekannteste Inhaber war wohl der Korbmacher Klinke, der seit 1893 für Wäsche- und Reisekörbe, Klappstühle, Kinderwagen und einer Vielzahl von anderen Korbmacherarbeiten in seinem Ladengeschäft warb und diese auch verkaufte. In den Jahren 1982/83 wurde das Haus im Rahmen der Gesamtsanierung des Cottbuser Altmarktes nach einem fast vollständigen Abbruch umfassend rekonstruiert. Hierbei wurden Holzbalkendecken und Zwischenwände inklusive aller Treppenanlagen sowie das Kreuzgewölbe im Erdgeschoss erneuert. Außer in dem spätmittelalterlichen, tonnengewölbten Keller und Teilen am Giebel blieb keine Originalbausubstanz erhalten. Sämtliche Nebengebäude wurden in diesem Zusammenhang ersatzlos abgerissen. Das dokumentieren Akten im Archiv des Cottbuser Bauaufsichtsamtes. 1986 wurde ein Werkstattgebäude für den Uhrenservice Fiedermann errichtet, der bis zum heutigen Tage seine Dienste anbietet.

### Altmarkt 26

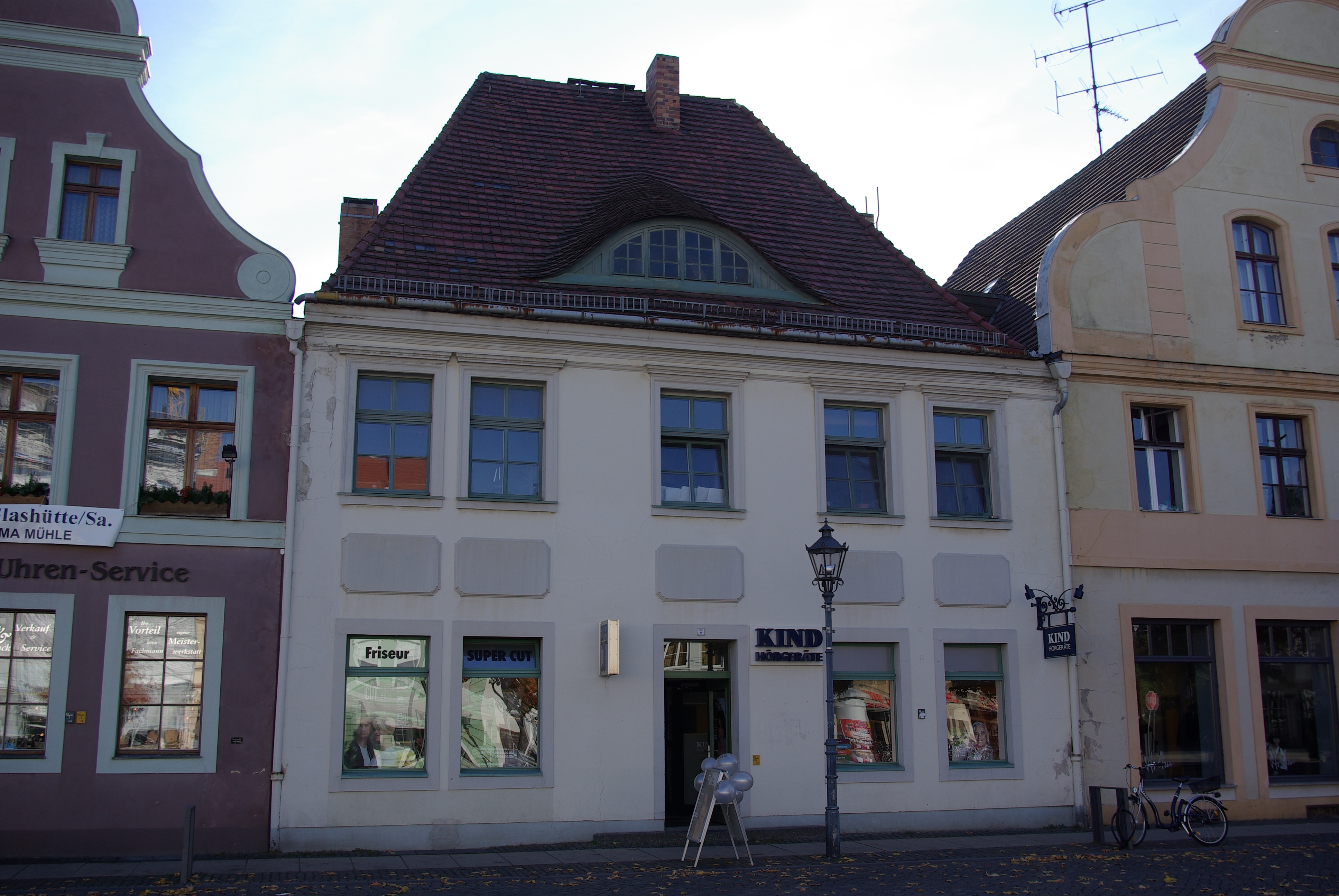
Altmarkt 26

Das aus dem 17. Jahrhundert stammende Haus ist vermutlich auf ehemals zwei Grundstücken errichtet worden, die später zusammengelegt wurden. Der Gebäude ist rechteckig und traufständig in die südliche geschlossene Häuserzeile eingebunden. Es verfügt insgesamt über fünf Gebäudeachsen in zwei Geschossen, einen kurzen Seitenflügel und ein Dachgeschoss mit Fledermausgaube in einem sehr hohen Walmdach. In der symmetrischen Gliederung der Vorderfront ist die Eingangstür durch einen etwas größeren Abstand zu den Fensterzeilen mittig angeordnet worden. In den Jahren 1987 bis 1988 wurde das Haus rekonstruiert und dabei die seit dem 19. Jahrhundert bestehende Schaufensteranlage, ohne historisches Vorbild, durch die DDR-Baubetriebe verändert. Weiterhin wurden, glatte, an den Rändern getreppte, Putzspiegel zwischen den beiden Geschossen angebracht. Auch die Innenwände wurden in dieser Zeit partiell baulich verändert und die Nebengebäude abgerissen.
Die Obergeschossfenster verfügen über Putzfaschen und schmale Gesimsverdachungen. Unter der Dachkante verläuft ein profiliertes Traufgesims unmittelbar über den schmalen Fensterverdachungen im Obergeschoss. Die Kelleranlage setzt sich aus vier Tonnengewölben zusammen, die nicht nur eine unterschiedliche Größe aufweisen, sondern auch aus verschiedenen Bauphasen stammen. Das geht aus der Art des verwendeten Baumaterials eines Teils der Kellerräume hervor, in denen Backstein im Klosterformat aus spätmittelalterlicher Zeit verwendet wurden.
Die urkundliche Ersterwähnung dieser Adresse als Wohnstätte erfolgte im Jahre 1544. Im Laufe der Zeit waren viele unterschiedliche Gewerbe in dem Gebäude ansässig. Aus Haus- und Adressbüchern ist bekannt, dass in diesem Hause unter anderem Krämer, Schuster, Fleischermeister, Kaufleute, ein Damenhuthersteller und eine Bettfedernfabrik ansässig waren. Es wurde zu allen Zeiten nicht nur gewerblich, sondern diente auch zu Wohnzwecken. Bekannt ist, dass der Cottbuser Tuchhändler Samuel Friedrich Lobedan im Jahre 1743 dieses stattliche Bürgerhaus für die Summe von 3.000 Talern erwarb und es bis zum Jahre 1808 im Familienbesitz verblieb. Ältere Cottbuser kennen das Haus noch als Industrieladen der Tufa. Es wurde im Jahre 1954 als Industrieladen für Meterwaren im Stil der 1950er Jahre unter der Regie des Cottbuser Architekten Heinz Lenk ausgebaut, wie aus der Bauakte mit dem Aktenzeichen BA/772 hervorgeht. Seit den 1990er Jahren befindet sich hier eine Geschäftsniederlassung der Hörakustikfirma Kind.

### Altmarkt 27

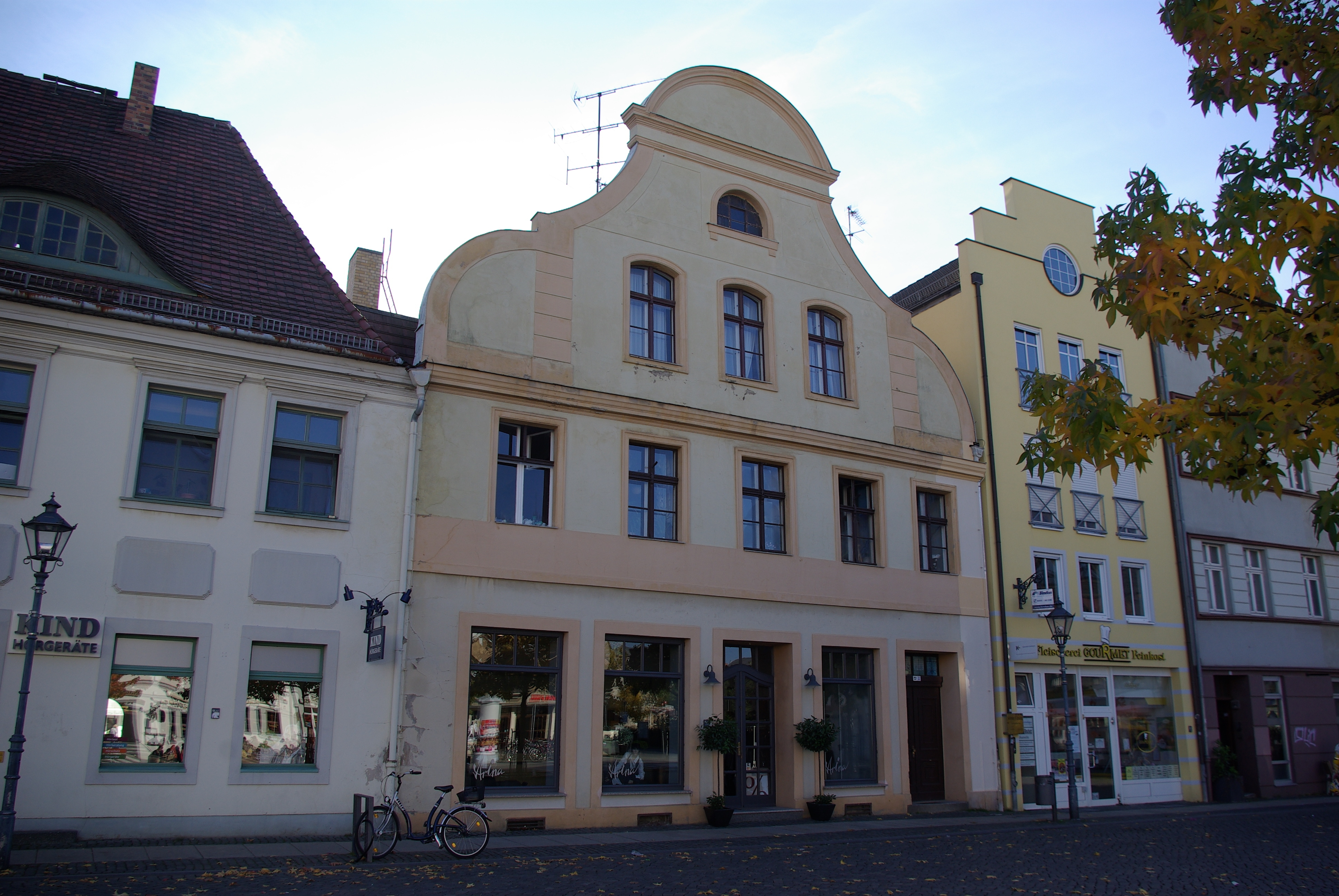
Altmarkt 27

Dieses Gebäude ist auf der Südseite des Altmarktes giebelständig in die geschlossene Häuserzeile integriert. Links grenzt es an ein Bürgerhaus aus dem 18. Jahrhundert und rechts an einen viergeschossigen Neubau. Es ist ein glatt verputztes, zweigeschossiges, barockes Bürgerhaus mit fünf Gebäudeachsen und einem Satteldach. Der breit gelagerte Schweifgiebel dieses Hauses ist eher schlicht gehalten. In der Mittelachse des Erdgeschosses befindet sich eine Ladeneingangstür und auf der rechten Außenachse eine Hauseingangstür, dazwischen ein hochrechteckiges Schaufenster mit einfacher, glatter Rahmung. Von derselben Gestaltungsart sind auch die zwei Schaufenster links neben dem Ladeneingang. Darüber zieht sich ein breiter Putzstreifen über die gesamte Hausbreite und trennt so optisch das Erdgeschoss vom ersten Obergeschoss. Die Fenster im Obergeschoss stellen sich ebenfalls hochrechteckig dar, hier aber gesprosst und mit profilierter Rahmung. Unmittelbar über den Fensterstürzen des ersten Obergeschosses verläuft ein durchgehendes, getrepptes Gurtgesims.
Darüber, im zweiten Obergeschoss, sind drei hochrechteckige Stichbogenfenster mit einfacher Rahmung mittig angeordnet, sie werden beidseitig von gequaderten Lisenen und Viertelkreisen gefasst. Zentral darüber befindet sich ein kleines Rundbogenfenster mit Sohlbank auf Konsolen. Ein strukturierter Kreissegmentabschluss mit einer Wetterfahne (sie stürzte im Jahr 1948 vom Dach) und der Jahreszahl 1618 vollendet die Schauseite des Hauses.
Die Kelleranlage besteht aus drei Räumen. Einem kleinen gotischen Kellerraum mit Findlingswänden und Spitzbogendurchgängen aus dem 19. Jahrhundert, der wahrscheinlich einst als Räucherkammer genutzt wurde. Darauf folgt ein parallel zum First ausgerichtetes frühneuzeitliches Tonnengewölbe an der Marktseite. Daran schließt sich ein großer barocker Lagerkellerraum in Ziegelbauweise an, dessen Stichkappengewölbe von zwei massiven Pfeilern gestützt wird.
Die früheste Erwähnung des Gebäudes geht auf das Jahr 1544 zurück, als hier Christoph Gadegast in den Adressbüchern als Bewohner gemeldet war. Beim Stadtbrand von 1671 wurde auch dieses Gebäude zerstört. Danach wurde es auf dem wohl noch erhaltenen massiven Mauerwerk neu aufgebaut. Im Jahre 1727 gab Joachim Schmidt den Auftrag für den Neubau des Hauses. Von 1881 bis 1889 betrieb hier Robert Schwarz die erste Drogerie in Cottbus war, die im Volksmund „Kräutergewölbe“ genannt wurde. In den Jahren 1892/93 erfolgten im Auftrag des Kaufmanns Heinrich Schäfer optische Aufwertungen der Fassade durch Anbringung von türmchenartigen Giebelaufsätzen an den Seiten und einem reich ornamentiertem Giebelabschluss. Weiterhin wurden die Fensterrahmungen aufwändiger gestaltet und ein hölzerner Mittelerker angebaut, der im Jahre 1956 wieder abgetragen wurde. Zeitgleich erfolgte auch der Neubau des Seitengebäudes. Das Erdgeschoss war bis zum Um- und Ausbau des Ladenbereiches im Jahre 1929 noch mit meterdicken massiven Gewölben ausgestattet. Im Verlauf dieser Umbaumaßnahme wurde der Hauseingang auf die rechte Seite verlegt. Das Gebäude wurde in den Jahren 1983–1986 nach den ältesten Bilddokumenten rekonstruiert, um die Fassade in den optischen Zustand des Bauwerks von 1872 zurückzusetzen. Hierbei wurde auch der Seitenflügel des Hauses abgerissen. Die Nutzung über die Jahrhunderte beschränkte sich im Wesentlichen neben der nachgewiesenen Drogeriehandlung auf das kaufmännische Gewerbe.